# Vadstena klosterkyrka

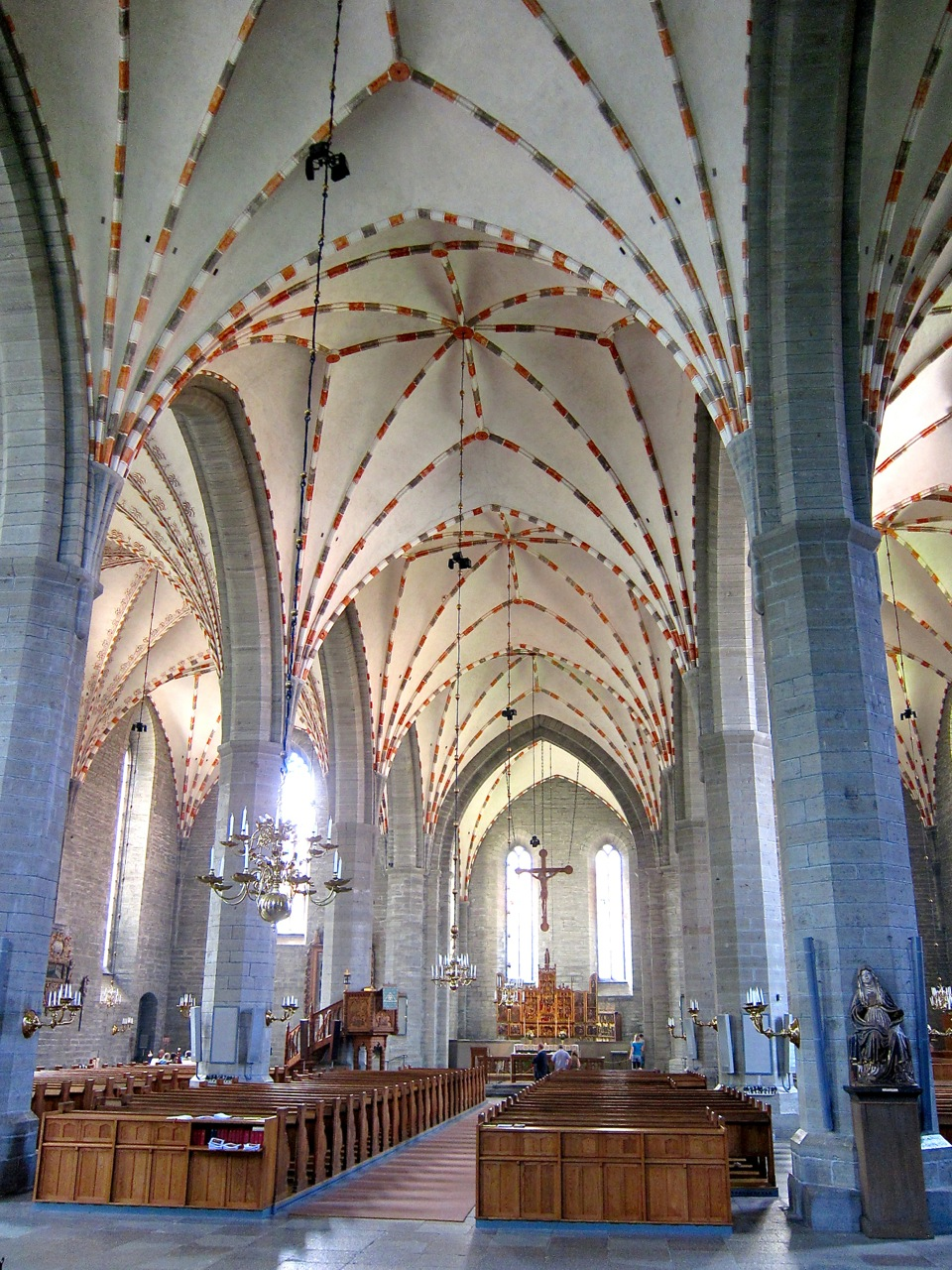
Vadstena klosterkyrka interiör med valvtak och mittskepp.

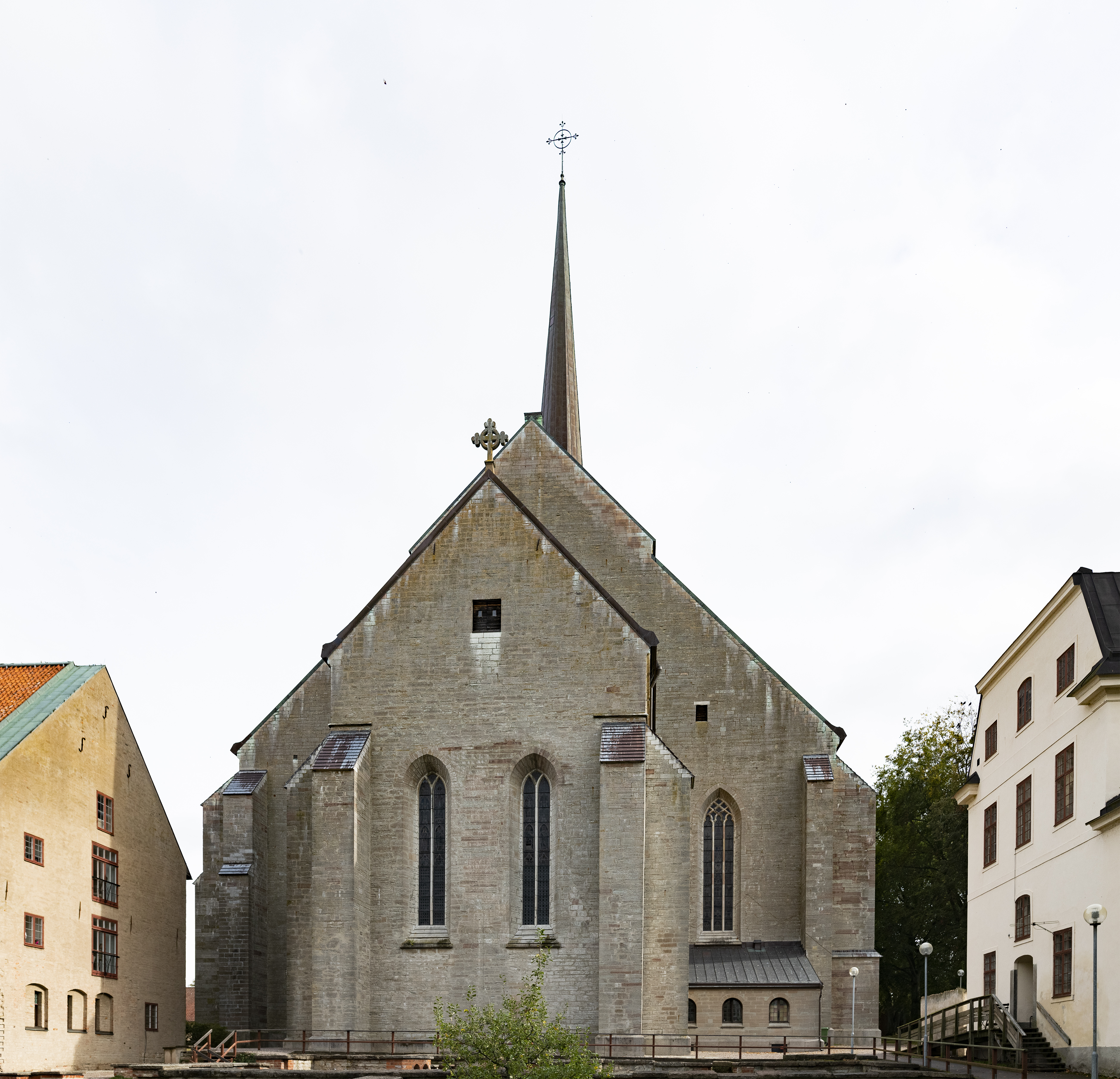
Kyrkans västgavel

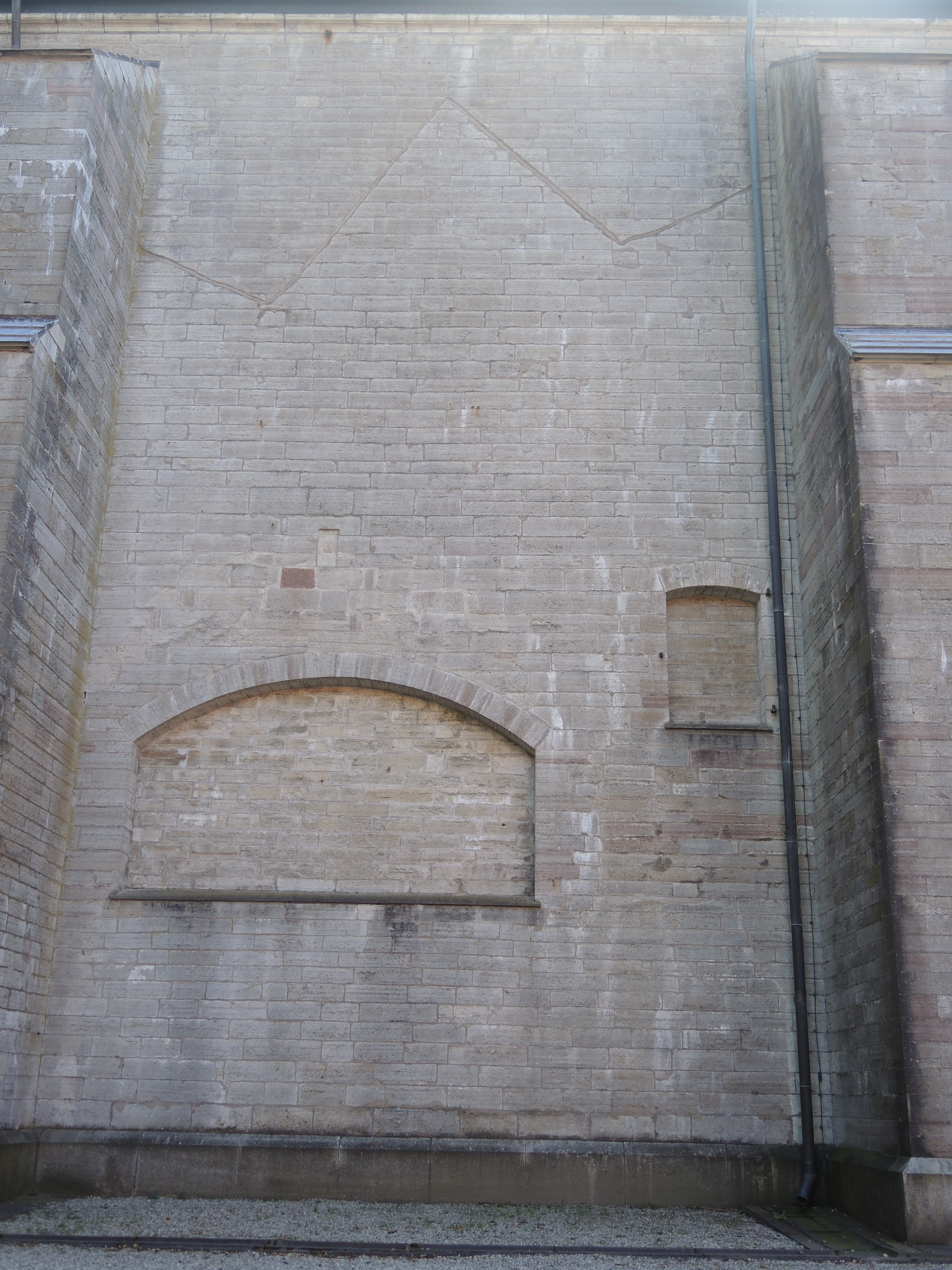
Markeringarna i murverket anger ingångarna för herrskapsläktaren respektive nunneläktaren.

Vadstena klosterkyrka är en kyrkobyggnad i Vadstena, invigd år 1430. Den byggdes enligt heliga Birgittas anvisningar som klosterkyrka till det intilliggande birgittinerklostret, men är numera församlingskyrka i Linköpings stift i Svenska kyrkan, tillhörande Vadstena församling. Vadstena klosterkyrka är bland de större medeltida kyrkobyggnaderna i Sverige och tillsammans med Vadstena slott dominerar den staden. 
Vadstena klosterkyrka kallas ofta Blåkyrkan, eftersom stenen den är byggd av skimrar i blått. Klosterkyrkan besöks sommartid av 2500-3000 personer varje dag. Klosterkyrkan har tre stjärnor i Michelinguiden.
I klosterkyrkan finns Birgittaskrinet med reliker från den heliga Birgitta, vilket gör klosterkyrkan till ett viktigt pilgrimsmål för många kristna.
1989 besökte påve Johannes Paulus II klosterkyrkan och här konfirmerades prins Carl Philip år 1994  och prinsessan Madeleine år 1997.

## Kyrkobyggnaden
Kyrkan med höga smala fönster och utvändiga kraftiga strävpelare är byggd av kalksten från trakten. Den är försedd med säteritak men saknar torn; i stället finns en takryttare. Kyrkklockorna hänger i det närbelägna Rödtornet.
Kyrkans huvudingång ligger i öster. Det saknas vapenhus, varför man kommer direkt in i långhuset, som är uppdelat i tre lika höga skepp, fem travéer långa. I motsatt ände ett smalare kor, vilket enligt heliga Birgittas anvisningar alltså ligger i väster (mot Vättern) och var brödernas kor. Kyrkan är en hallkyrka, där interiören gör intryck på besökaren genom sin stora rymd. I taket stjärnvalv av tegel, vilka bärs upp av åttkantiga kalkstenspelare; i brödrakoret finns ett kryssvalv. 
I heliga Birgittas uppenbarelser säger Kristus, att det inte får finnas några dekorationsmålningar på kyrkväggarna, förutom sådana bilder som framställer hans lidande eller helgonens liv. Vid senaste renoveringen 1978–1983 upptäckte man i stjärnvalven emellertid kalkmålningar i form av stiliserade klöverblad och andra växtliknande ornament utmed valvribborna. Det är inte omöjligt att det tidigare även funnits bibliska motiv, likt i den danska birgittinska klosterkyrkan i Mariager. Eventuella sådana försvann emellertid, då man under 1890-talets renovering knackade bort kalkputsen på väggarna.

### Klosterkyrkans kor
Klosterkyrkans centrala kor är placerat i väster, med ett altarskåp med temat Jungfru Marie förhärligande, från omkring år 1520. Bakom koret finns högkoret, med Birgittaskåpet, beställt från Lübeck under mitten av 1400-talet. Vid klosterkyrkans norra sida finns Rosenkransaltaret. 

## Historik
Den heliga Birgitta lämnade mycket noggranna föreskrifter inför byggandet av en kyrka till klostret i Vadstena. Klosterkyrkan skulle vara av "slät gärning, ödmjuk och stark" enligt den heliga Birgitta.  Sannolikt påbörjades uppförandet av en stor, treskeppig hallkyrka av kvadersten redan kort tid efter birgittinordens stadfästelse 1370. År 1384 invigdes klostret och redan då fanns en provisorisk träkyrka på platsen. Denna brann 1388 men återuppfördes. Munkkoret var färdigt 1405 och år 1430 ägde den högtidliga invigningen av stenkyrkan rum. Dock blev kyrkan ej helt klar förrän ett tiotal år senare.

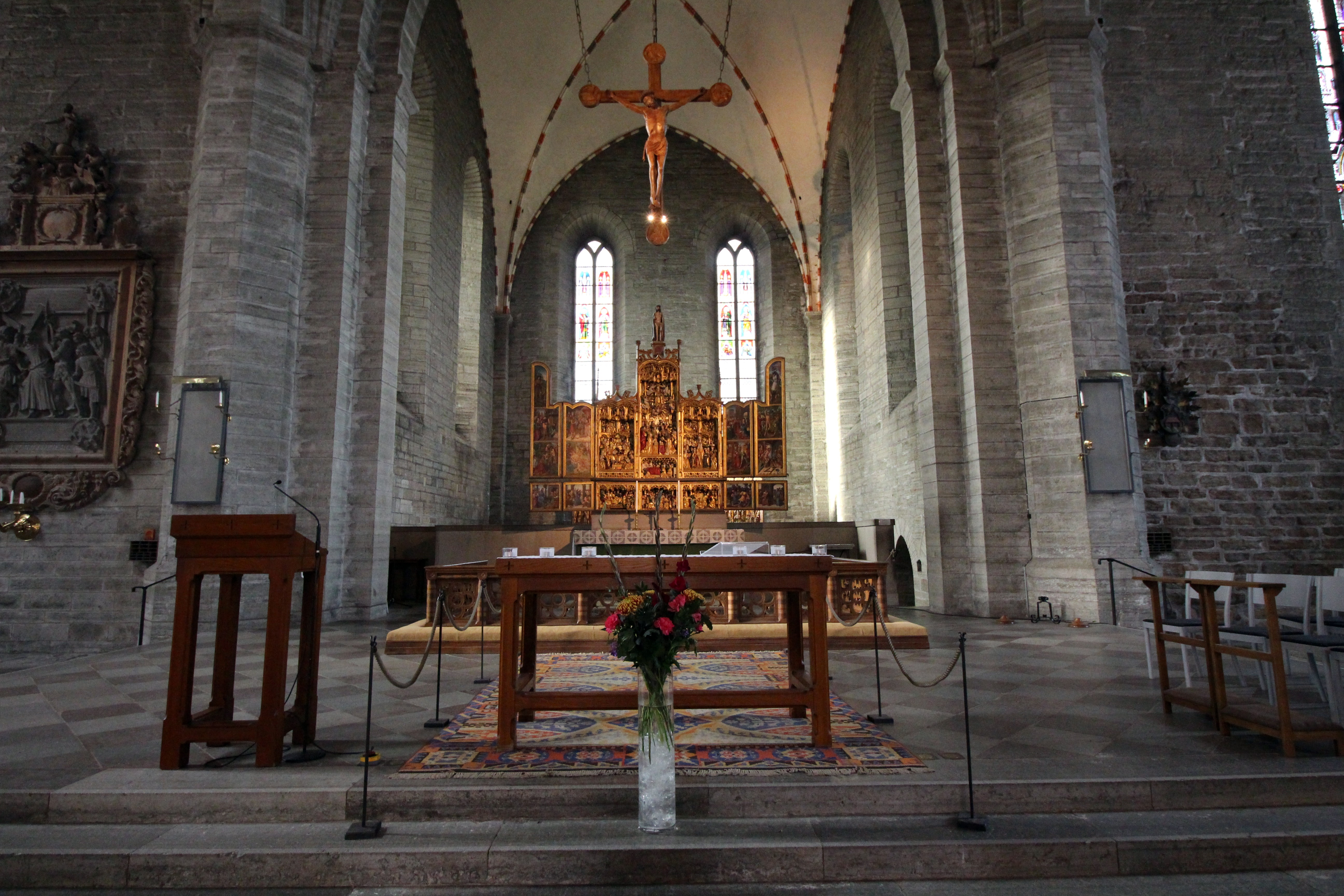
Klosterkyrkans kor.

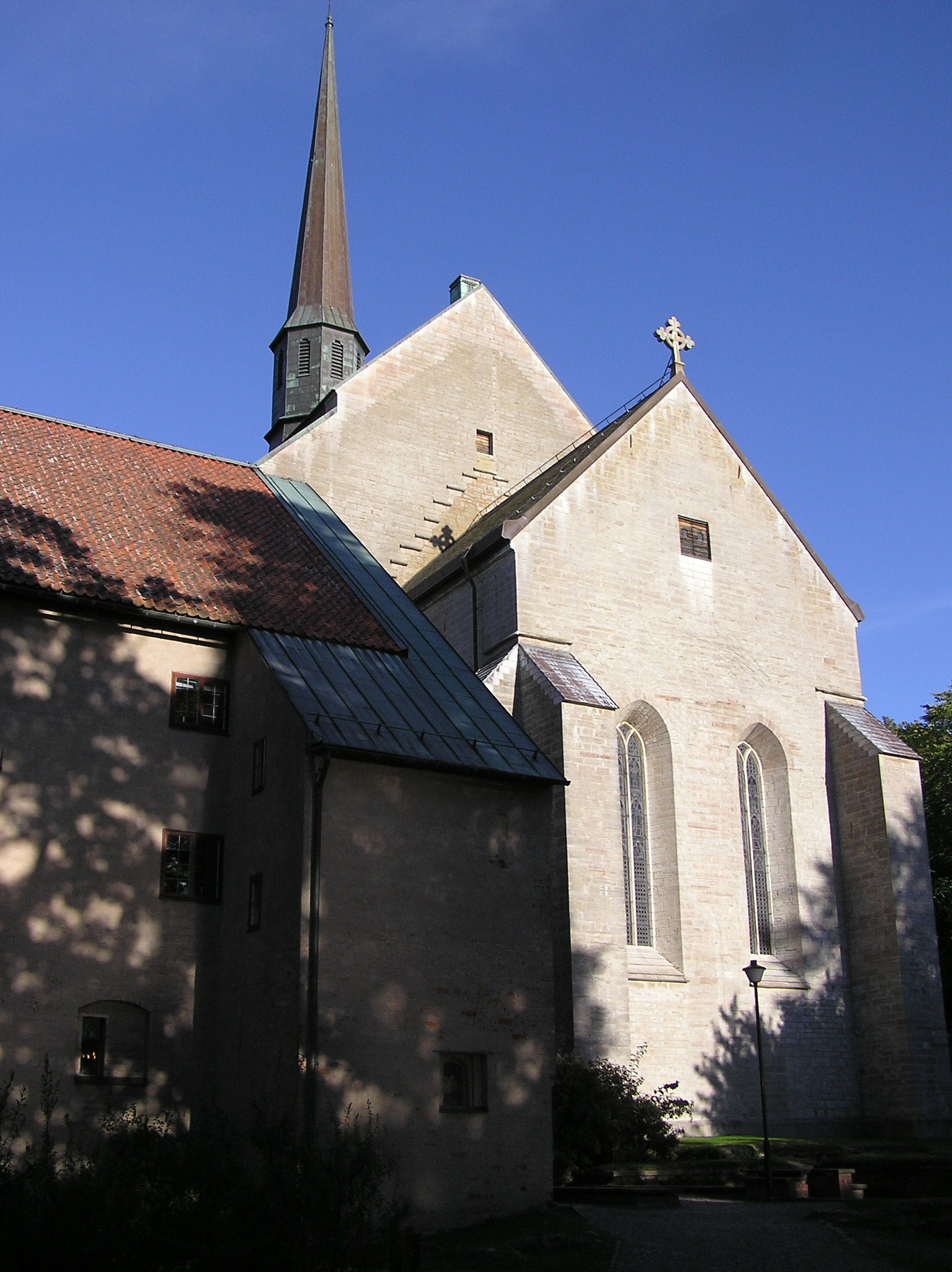
Klosterkyrkan från väster.

Högkoret i väster var platsen för högaltaret och tolv apostlaaltare. De munkar som vigts till präster hade sin plats bakom det; i öster fanns ett Mariakor inom synhåll för nunnorna. Klostersystrarna, max 60 stycken, höll till på en läktare mitt i kyrkan cirka sex meter över golvet. Man kunde höra deras sång och läsningar därifrån men inte se dem. Ingången från nunneklostret norr om kyrkan till den nu försvunna läktaren finns fortfarande kvar i nordväggen. Bröderna hade under klostertiden sin plats i väster bakom högaltaret. Enligt Birgitta skulle det i klostret finnas 25 bröder, varav 13 präster, 4 diakoner och 8 lekbröder. Största delen av kyrkan var avsedd för menigheten, såväl andliga pilgrimer som lekmän. Där fanns det ett stort antal privata altare, inbyggda kapell och rikemansgravar. Förnäma besökare hade troligen en särskild loge i nordmuren. Öppningen till den syns idag i den norra muren. 
I och med reformationen förändrades kyrkans funktion och struktur. När de sista munkarna omkring 1550 lämnat klostret övertog lokalförsamlingen tillfälligt kyrkan som församlingskyrka och Birgittaaltaret i öster övertog rollen som kyrkans högaltare. Långhuset försågs med bänkar och predikstol i samband med detta. Högaltaret hade sin placering i öster fram till det sena 1800-talets restaurering, då det åter fick sin plats i väster. Från 1550 till 1595, då även nunneklostret stängdes, använde nunnorna det tidigare munkkoret i väster för sina gudstjänster.
Under medeltiden, 1600- och 1700-talen fungerade Sankt Pers kyrka, utanför klosterområdet, som församlingskyrka. Klosterkyrkan användes efter klosterstängningen 1595 framför allt vid begravningar och andra högtidliga tillfällen. Vid en ombyggnad 1781–1786 sänktes Blåkyrkans ursprungligen mycket högresta takkonstruktion, varvid de tre takfallen omvandlades till ett enda.
År 1829 blev Blåkyrkan åter församlingskyrka och Sankt Pers kyrka revs. Dock sparades dess trappgavelprydda tegeltorn (Rödtornet) från 1400-talet, eftersom Blåkyrkan saknar klocktorn och klockstapel. Sammanringningar sker därifrån än idag.    
En omfattande restaurering gjordes av Blåkyrkan 1892–1898 under ledning av arkitekt Gustaf Petterson (1855–1933), varvid taket höjdes och ett andra takfall liksom en takryttare tillkom. Pettersson hade tidigare varit ledare för restaureringen av Visby domkyrkas interiör 1890–1892. 

### 1900-tal
År 1926 uppfördes en ny sakristia som förlades på den södra sidan i vinkeln mellan långhuset och koret. På samma plats hade tidigare brödernas sakristia varit placerad.  
I Klosterkyrkan har flera historiska evenemang ägt rum. År 1989 besökte påve Johannes Paulus II Vadstena och däribland klosterkyrkan. Påven firade mässa på Vadstena slotts borggård i Vadstena, utöver besöket i klosterkyrkan. I klosterkyrkan ägde prins Carl Phlips konfirmation 1994 rum, samt prinsessan Madeleines konfirmation 1997.

### Societas Sanctæ Birgittæ
I Vadstena klosterkyrka högtidlighålls sedan 1920 årligen heliga Birgittas dödsdag den 23 juli genom omfattade liturgiska festgudstjänster i anslutning till Societas Sanctæ Birgittæs generalkapitel. Klosterkyrkan är huvudkyrkan för Societas Sanctæ Birgittæ. Under generalkapitlet i juli firas det högmässa och andra högtidliga gudstjänster i samband med den heliga Birgittas himmelska födelsedag. 

### Den heliga Birgitta
I klosterkyrkan finns den heliga Birgittas skrin, med hennes reliker, tillverkat till skrinläggningen 1393, två år efter hennes helgonförklaring av Påve Bonifatius IX 1391.1999 utnämndes den heliga Birgitta till ett av Europas tre kvinnliga skyddshelgon av Påve Johannes Paulus II. Vid 700-års minnet av den heliga Birgittas födelse 2003, flyttas relikskrinet upp från brödrakoret till drottningkoret.  

#### Birgittafester
I klosterkyrkan firas det flera minnesdagar för den heliga Birgitta: 
- 1 juni (eller närmaste lördag): Skrinläggningsdagen.
- 23 juli: Den heliga Birgittas himmelska födelsedag med Societas Sanctæ Birgittæ.
- 7 oktober: Den heliga Birgittas helgonförklaringsdag.

## Inventarier
Klosterkyrkan hade under medeltiden ett sextiotal altare och en stor samling liturgiska textilier, träskulpturer och altarskåp finns ännu kvar. Många av skulpturerna är uppställda i kyrkorummet. Några finns också i klostermuseet intill kyrkan, tillsammans med ett flertal av textilierna. Textilierna är delvis utförda av nunnorna och delvis importerade alster av hög klass. Berömda skulpturer är det stora triumfkrucifixet och bilden av den extatiska Birgitta, en sannolikt nordtysk skulptur som invigdes 1435. Båda har tillskrivits Johannes Junge. Det som har ansetts (men senare betvivlats) vara Birgittas reliker förvaras i det ursprungliga röda sammetsskrinet i det norra skeppet nära högkoret. I det forna brödrakoret finns korstolar från 1400-talet. Den fasta inredningen i nygotik härrör från 1890-talet. Kyrkans väggar kläs med ett flertal epitafier. På klosterkyrkans norra vägg finns ett sakramentsskåp placerat. Sakramentsskåpet invigdes 2015 av biskop Martin Lönnebo, som även utformade det.

### Kyrkklockor
I Rödtornet hänger tre kyrkklockor, eftersom klosterkyrkan saknar klocktorn. Rödtornet behölls således som klocktorn när S:t Pers kyrka revs. Storklockan är gjuten år 1626. De två mindre klockorna år 1698 i Stockholm. Klockorna har tonerna, från den största till den minsta: h0-diss1-c2. Timslag slås på mellanklockan. Ringningar till veckans tideböner sker i regel med lillklockan. Inför högmässa och andra större kyrkliga händelser rings det med fler klockor. 

## Bildgalleri

Interiörbilder från Vadstena klosterkyrka
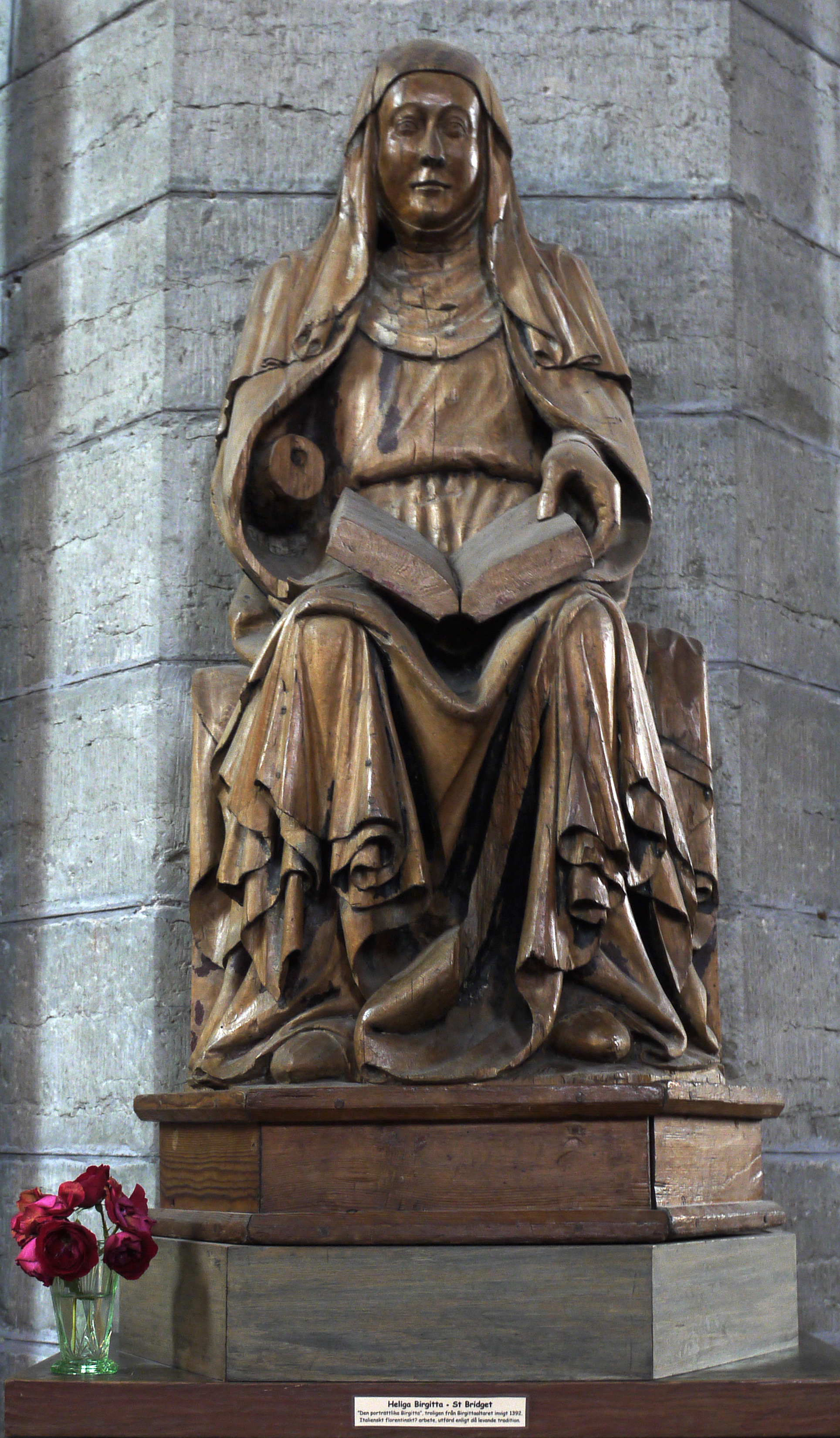
Den Heliga Birgitta. "Den porträttlika Birgitta", troligen från Birgittaaltaret invigt 1392. Troligen italienskt-florentinskt arbete.
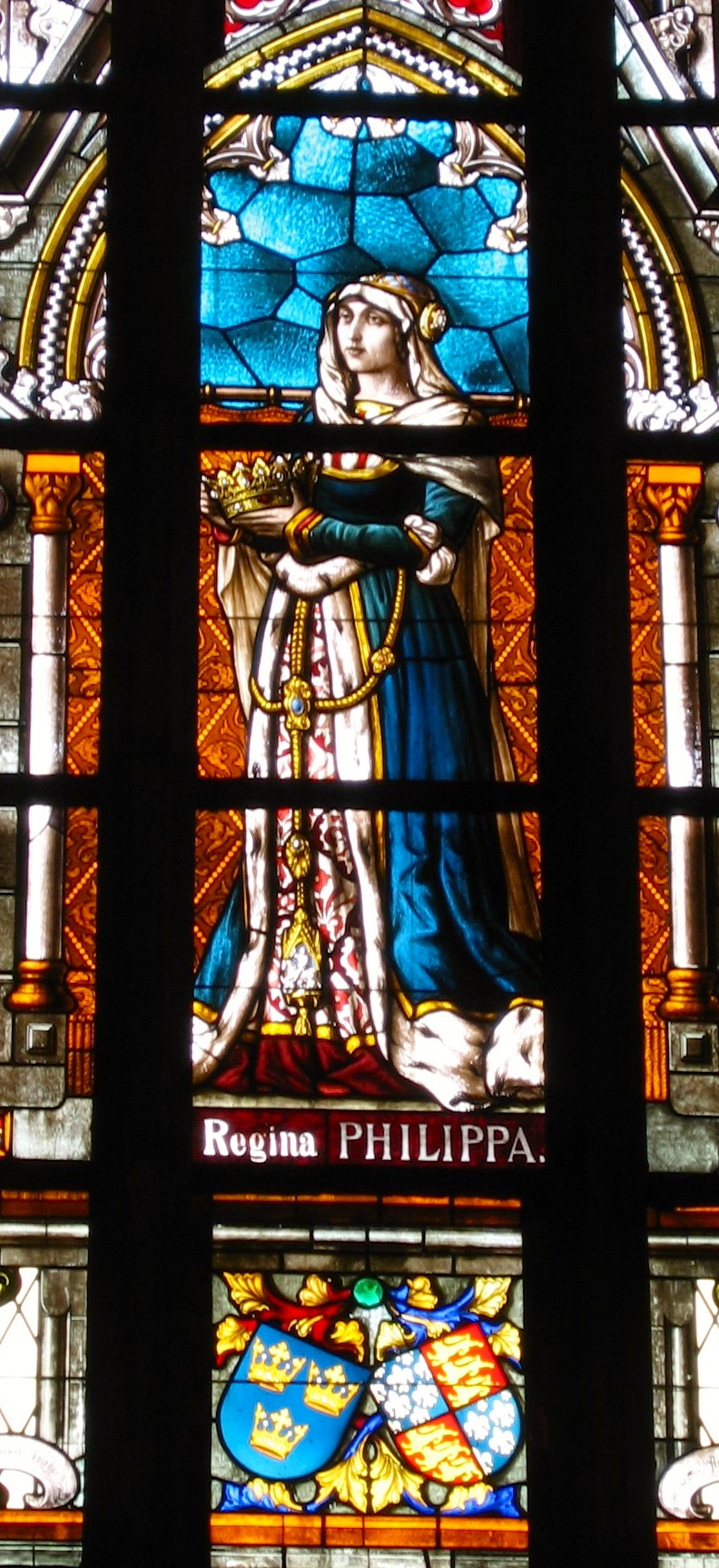
Filippa av England, drottning av Danmark, Norge och Sverige. Glasmålning från 1890-talet av Reinhold Callmander.
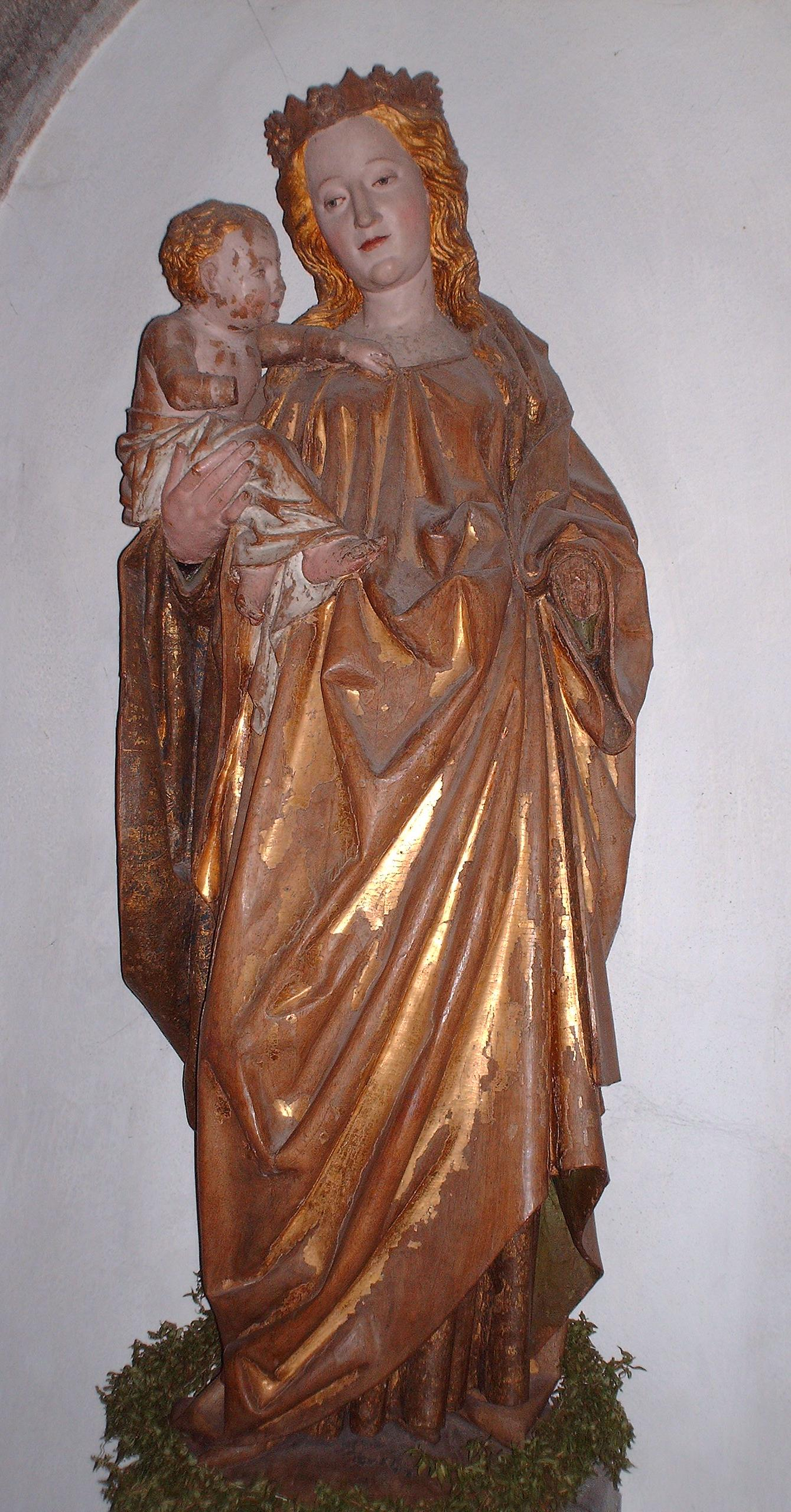
Madonnaskulptur i valnöt från Flandern. 1400-tal.
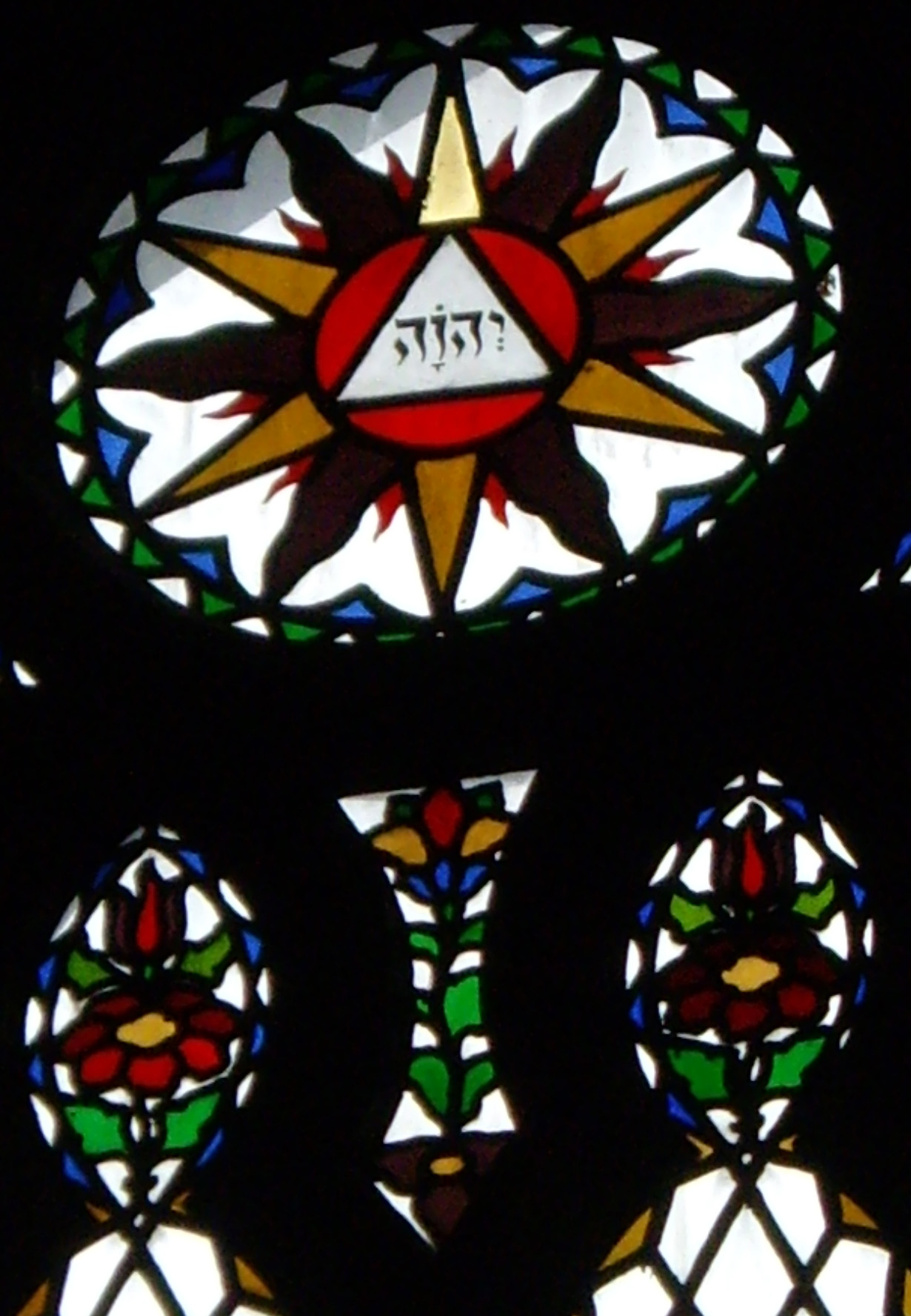
Kyrkfönster från 1800-talets slut med tetragrammet JHWH.
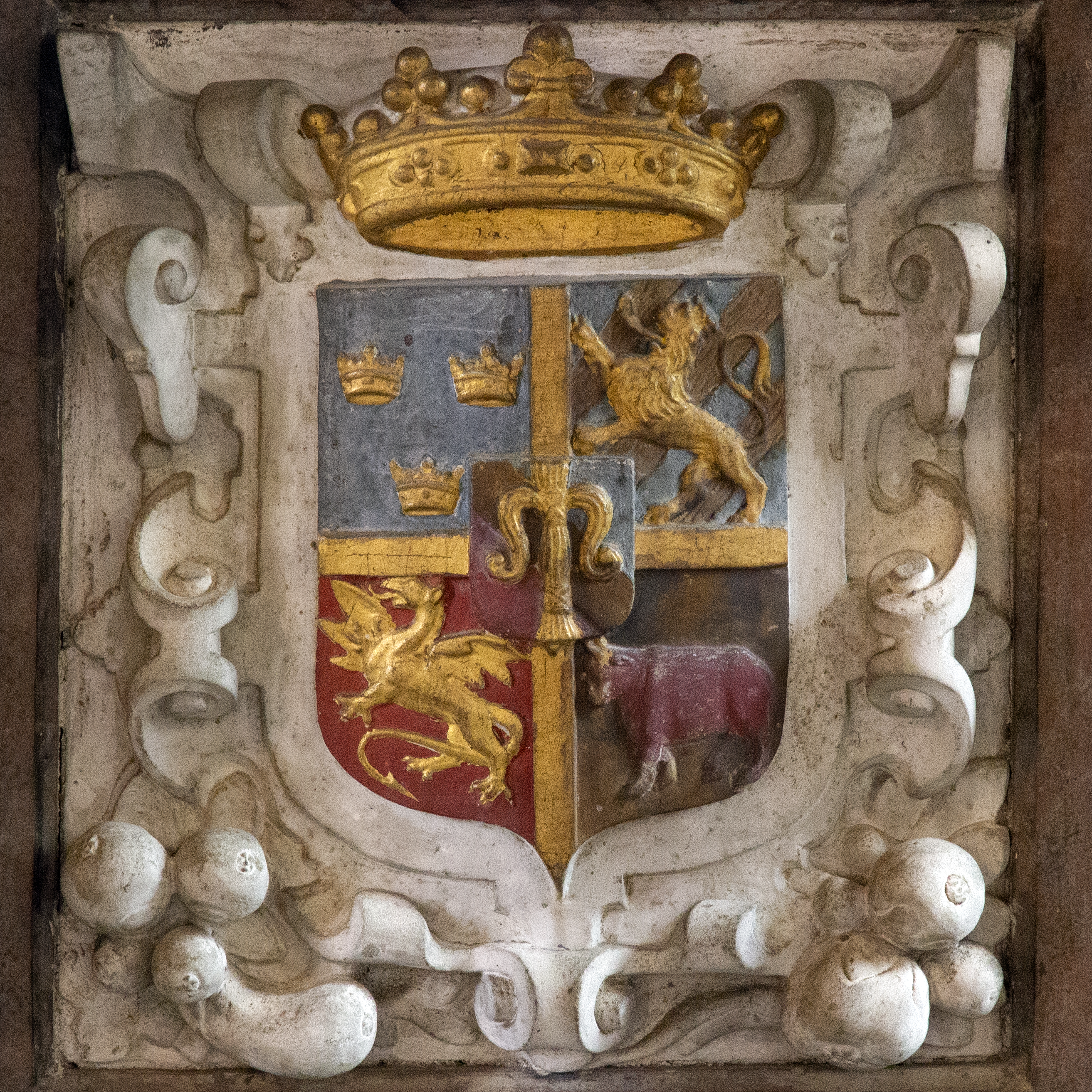
Hertig Magnus vapensköld från dennes grav i kyrkan.
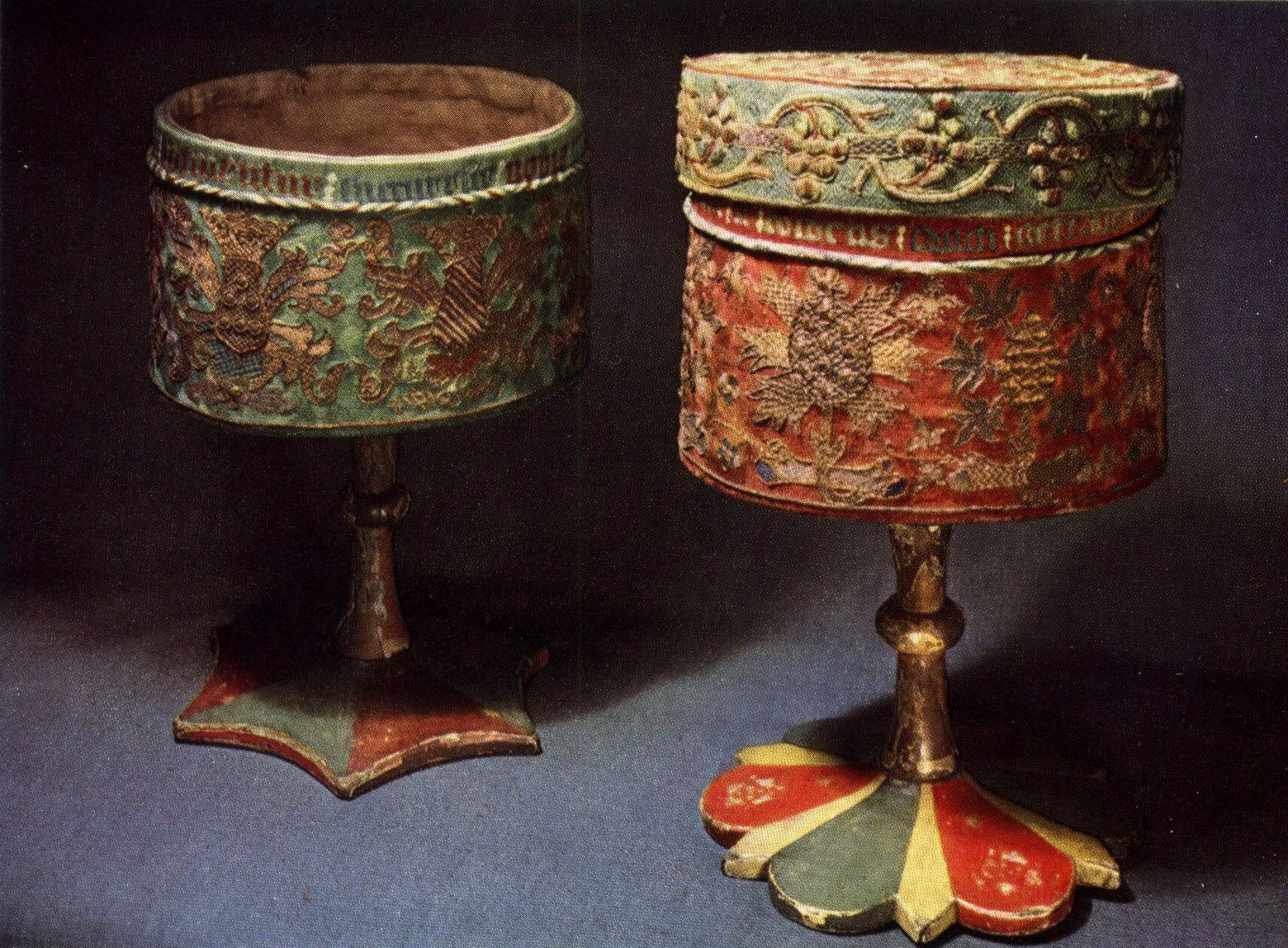
Broderade relikaskar, nu SHM 349.

Bilder från kyrkorummet
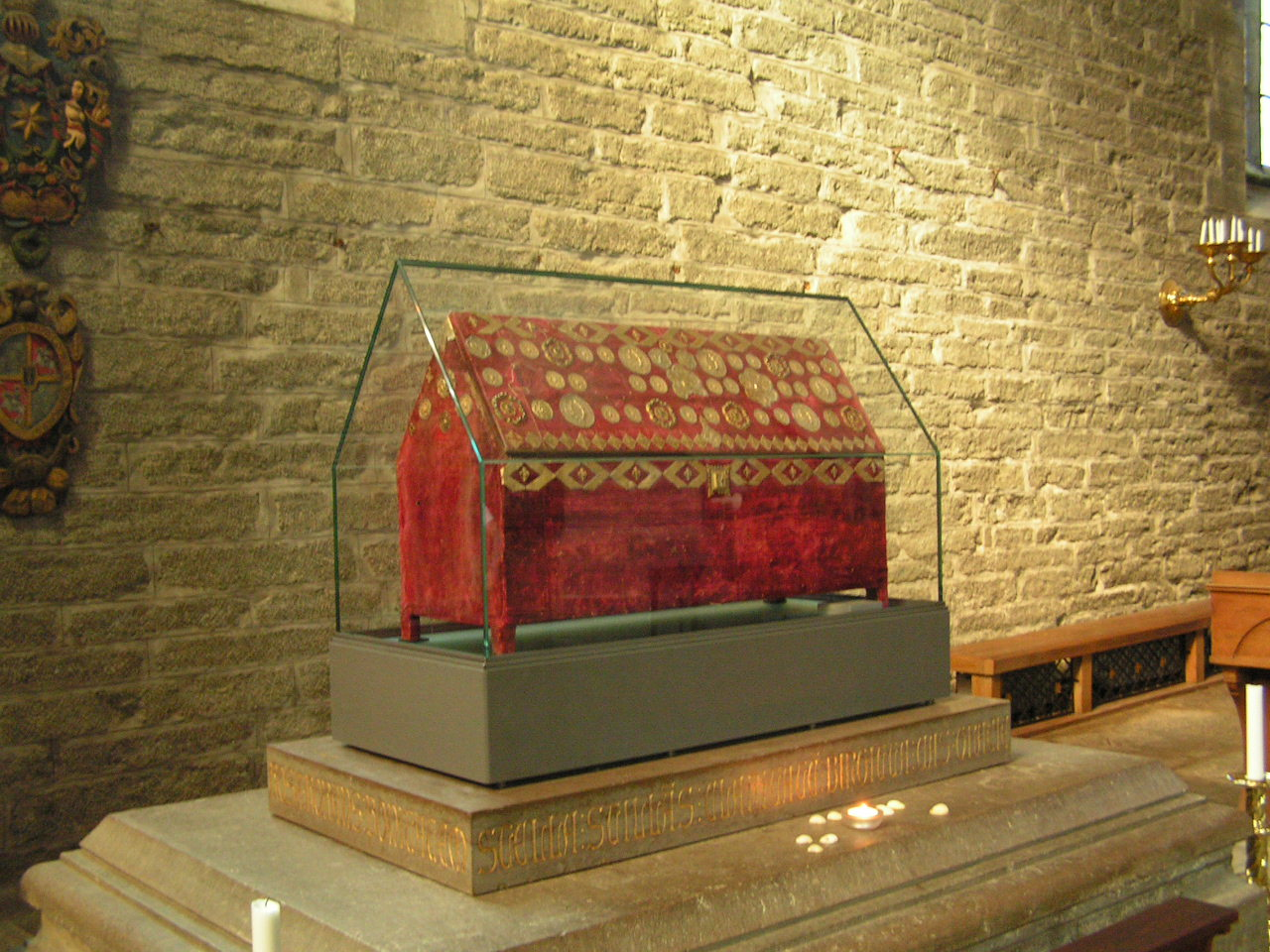
Birgittaskrinet med heliga Birgittas reliker.
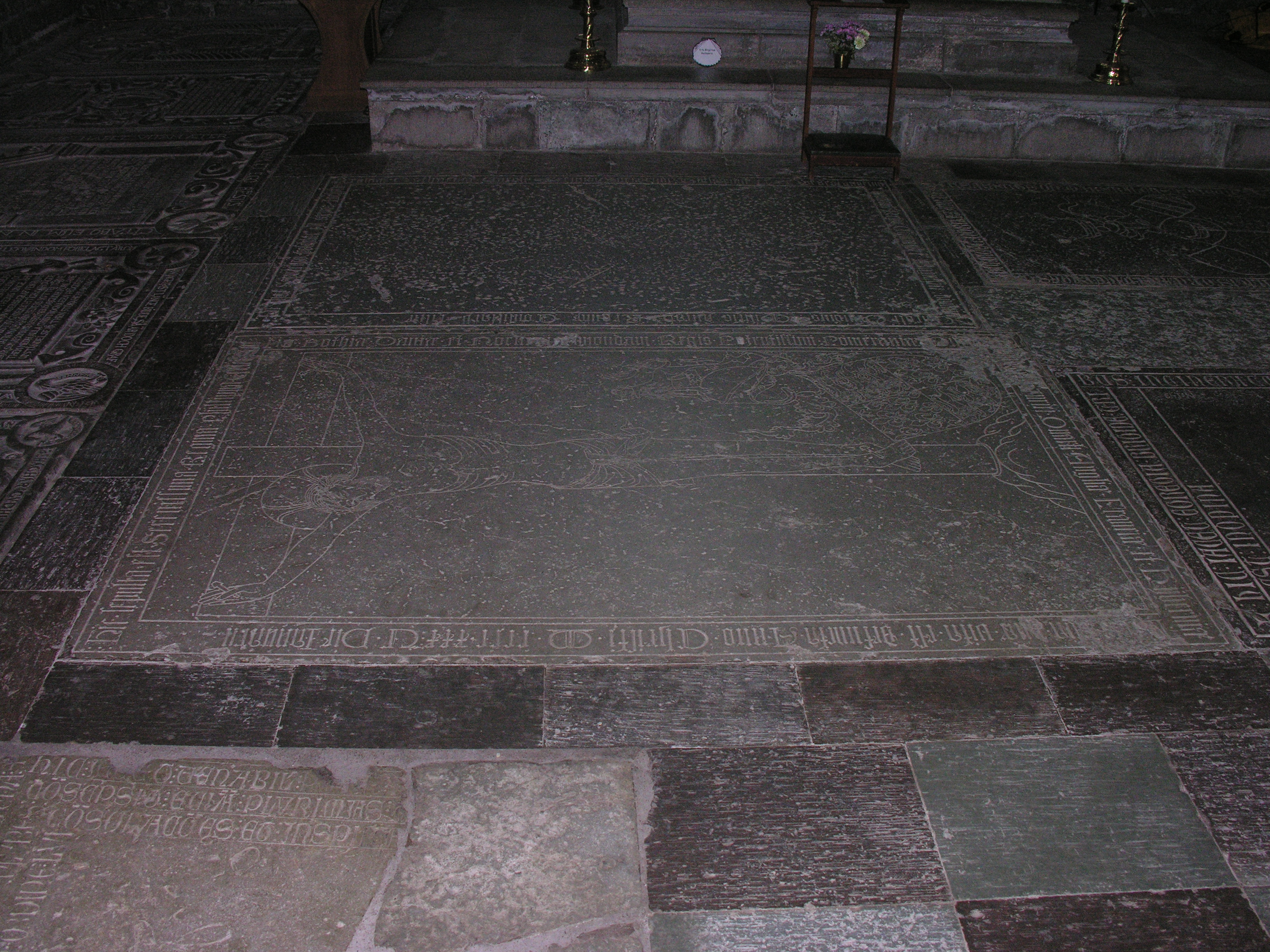
Drottningarna Filippas och Katarinas gravstenar.
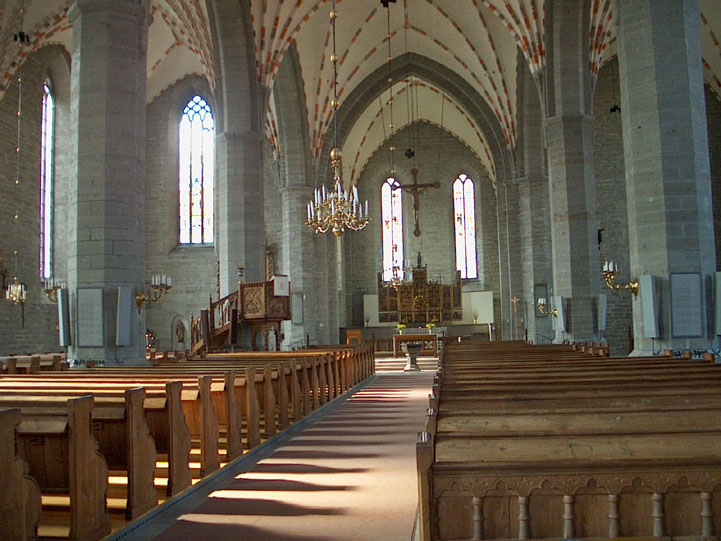
Mittskeppet.
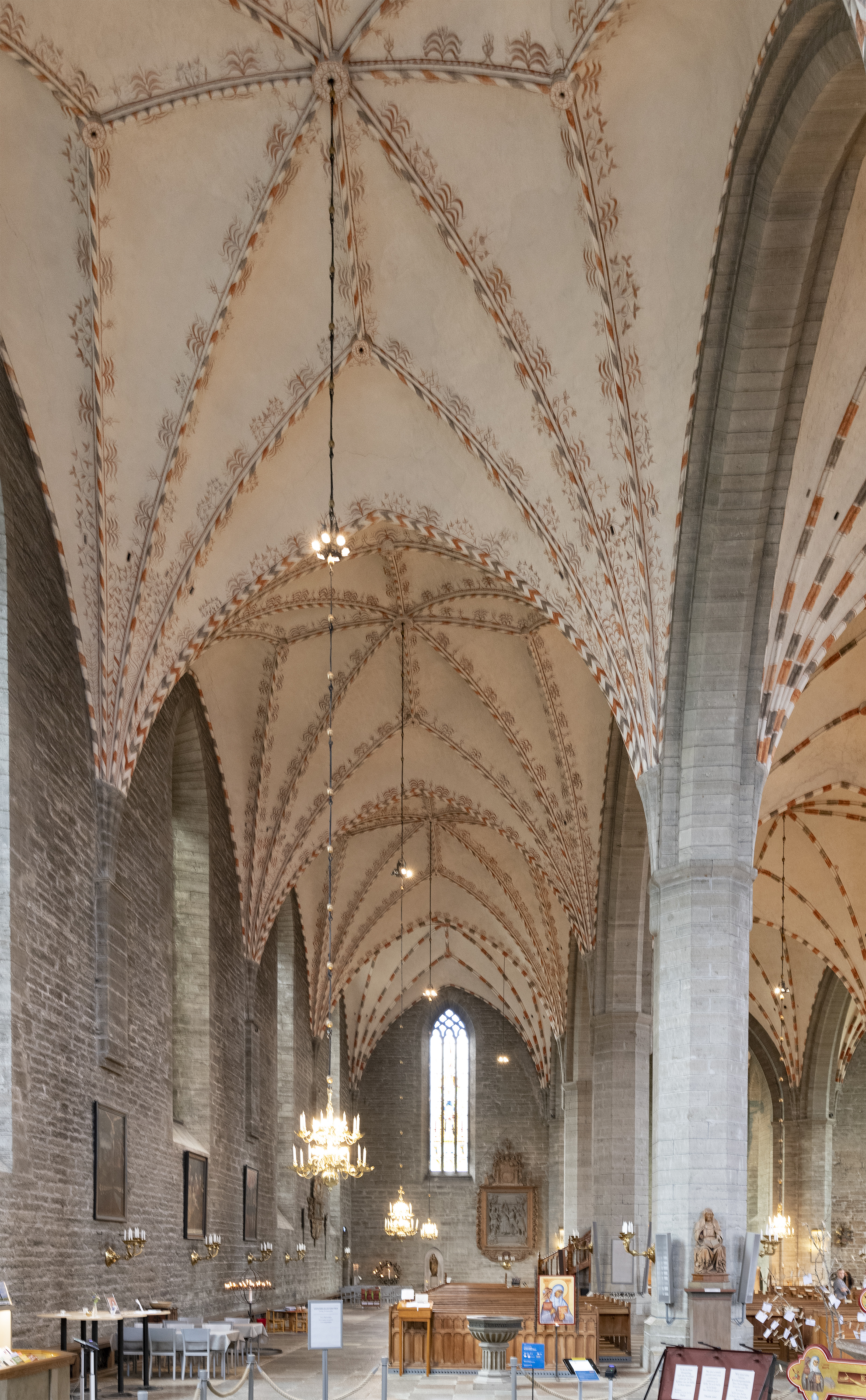
Interiör 2020
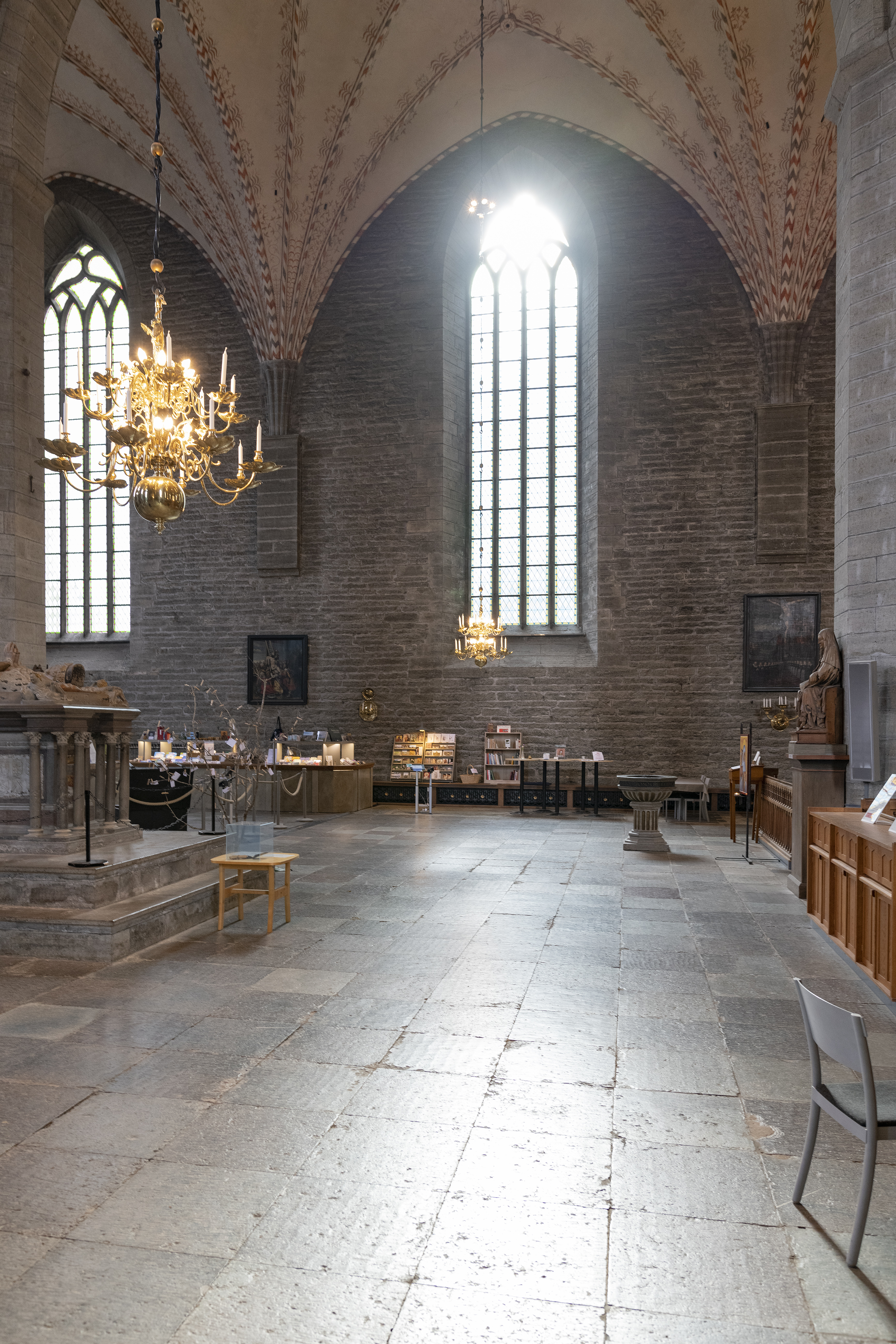
Interiör 2020
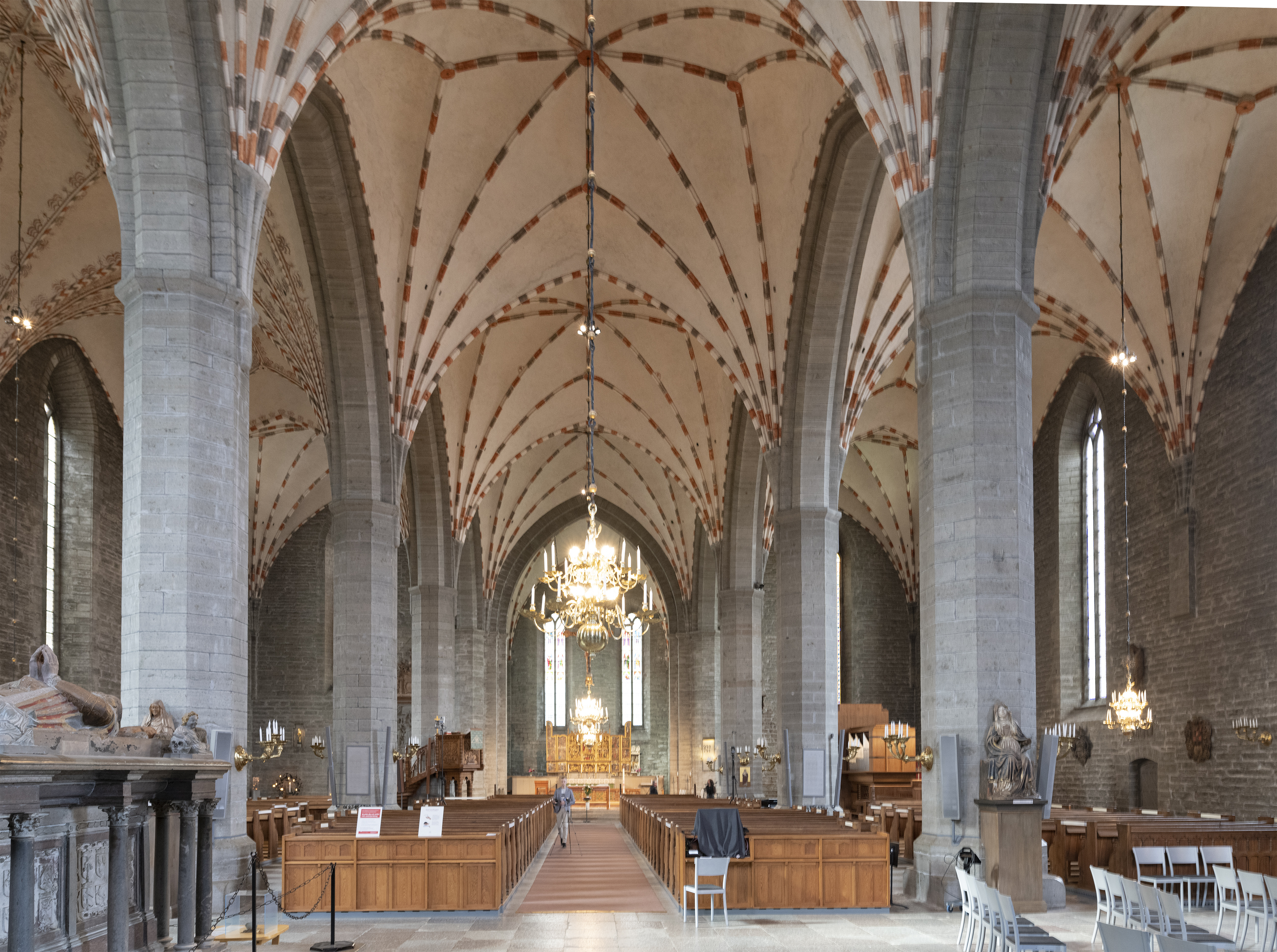
Interiör 2020.
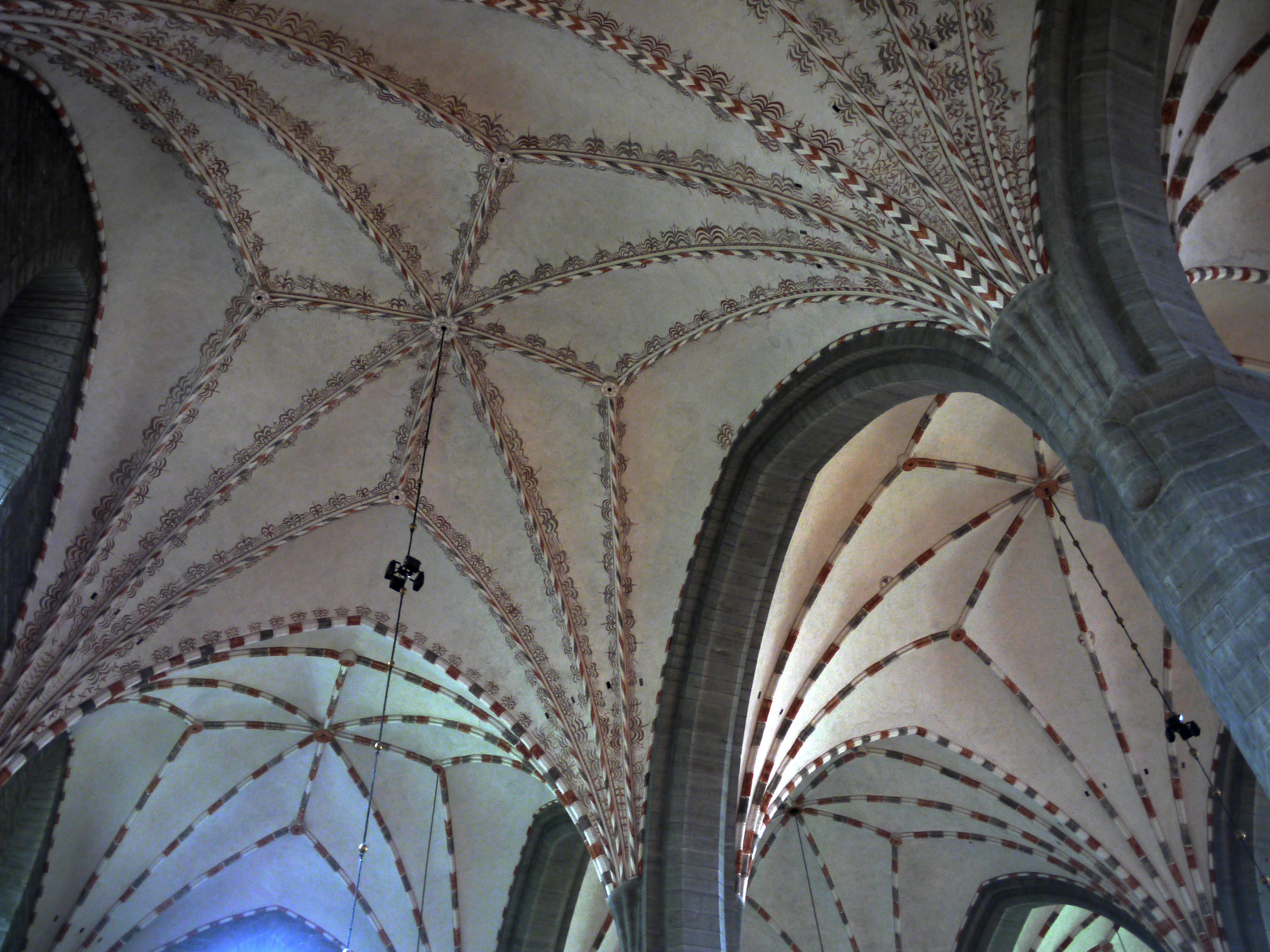
Takvalvet.
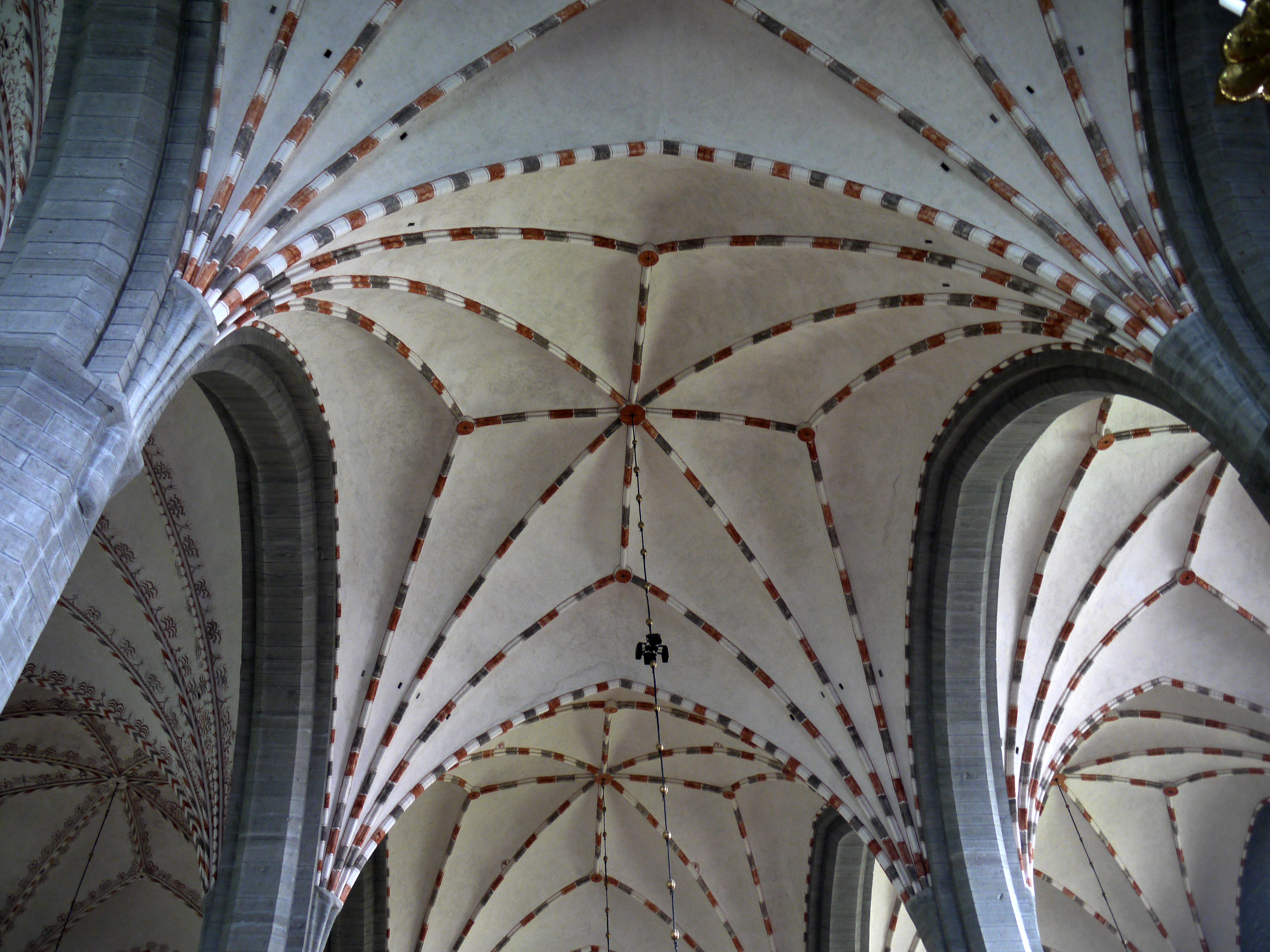
Takvalvet.
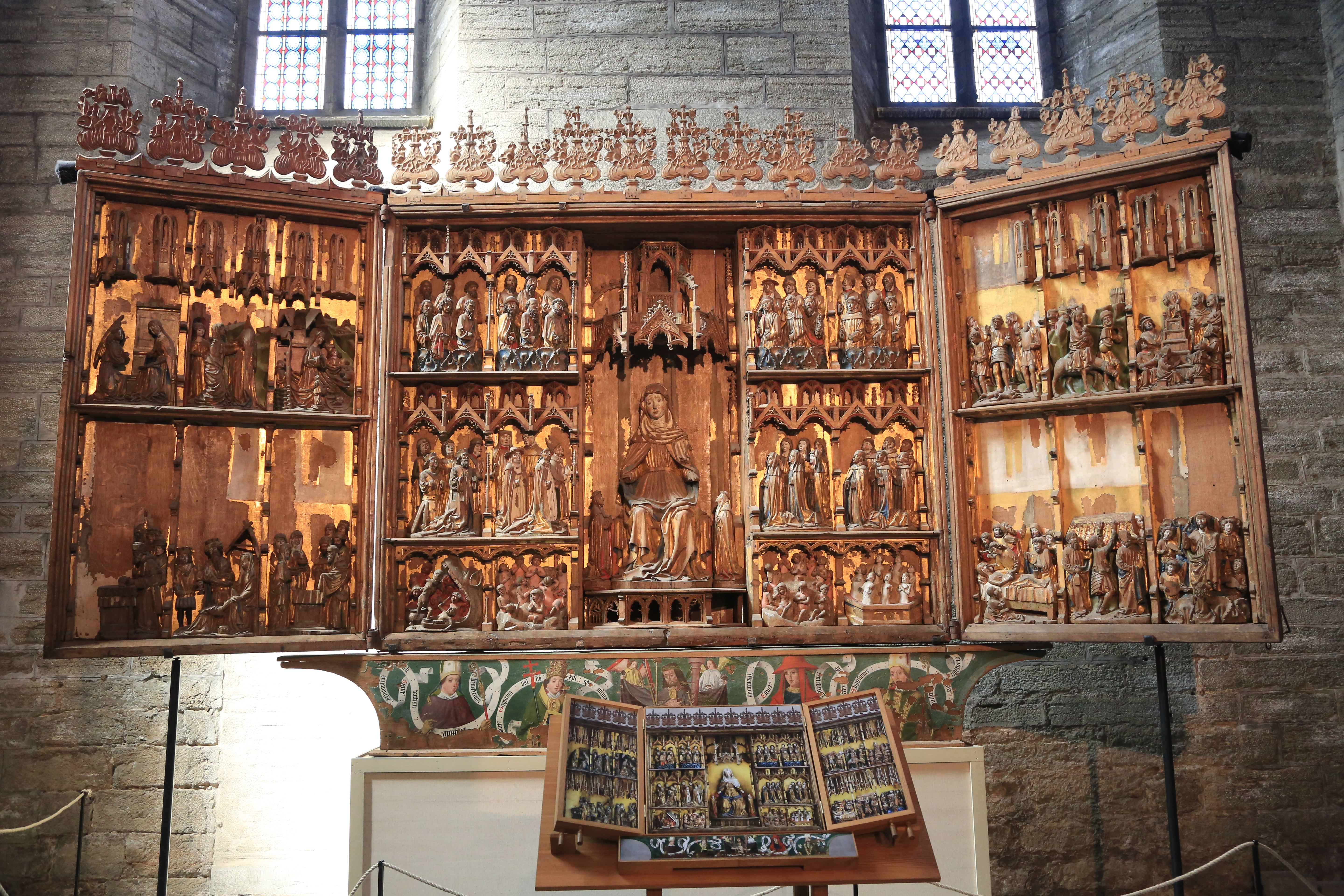
Birgittaaltarskåp
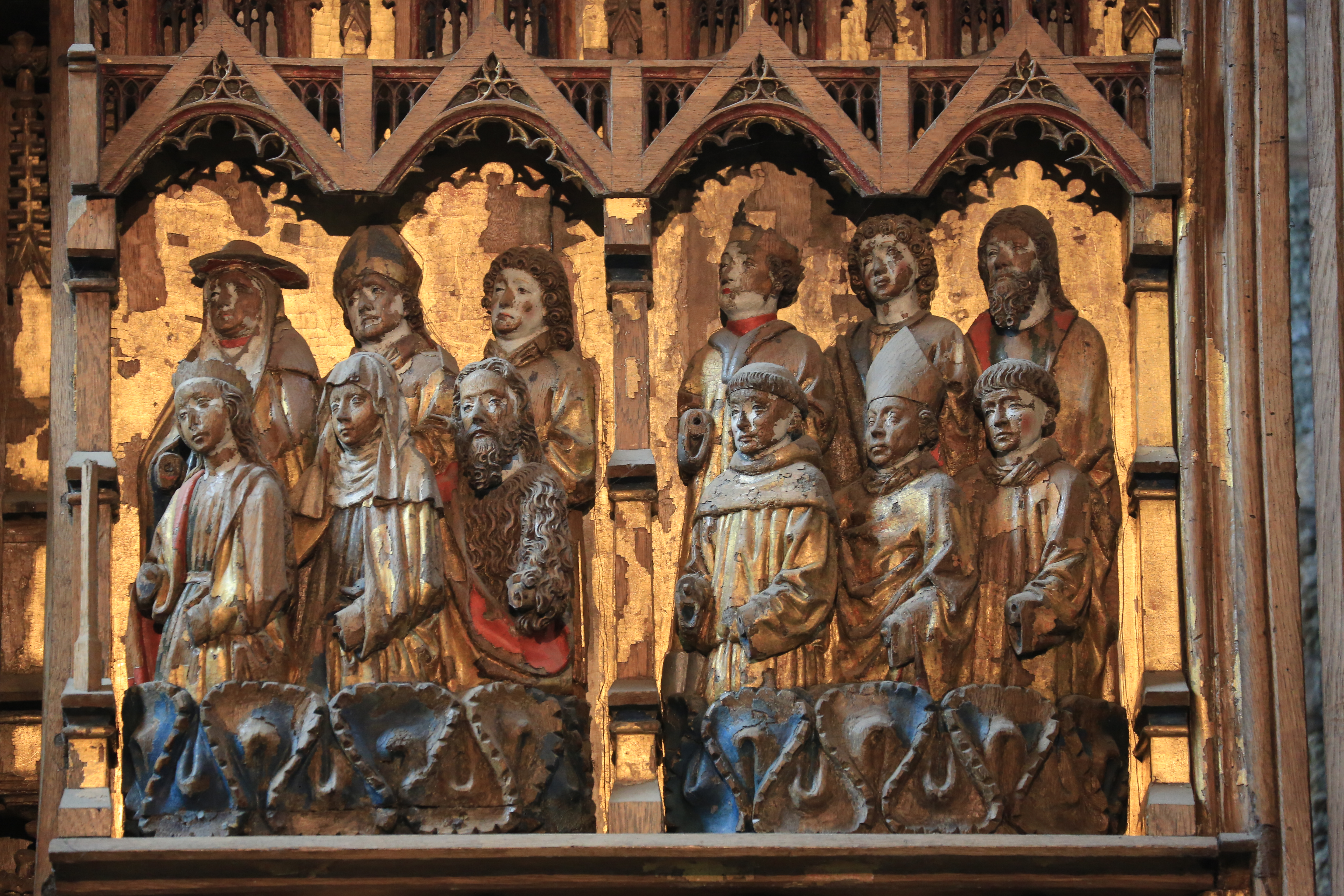
Detalj från altaret.
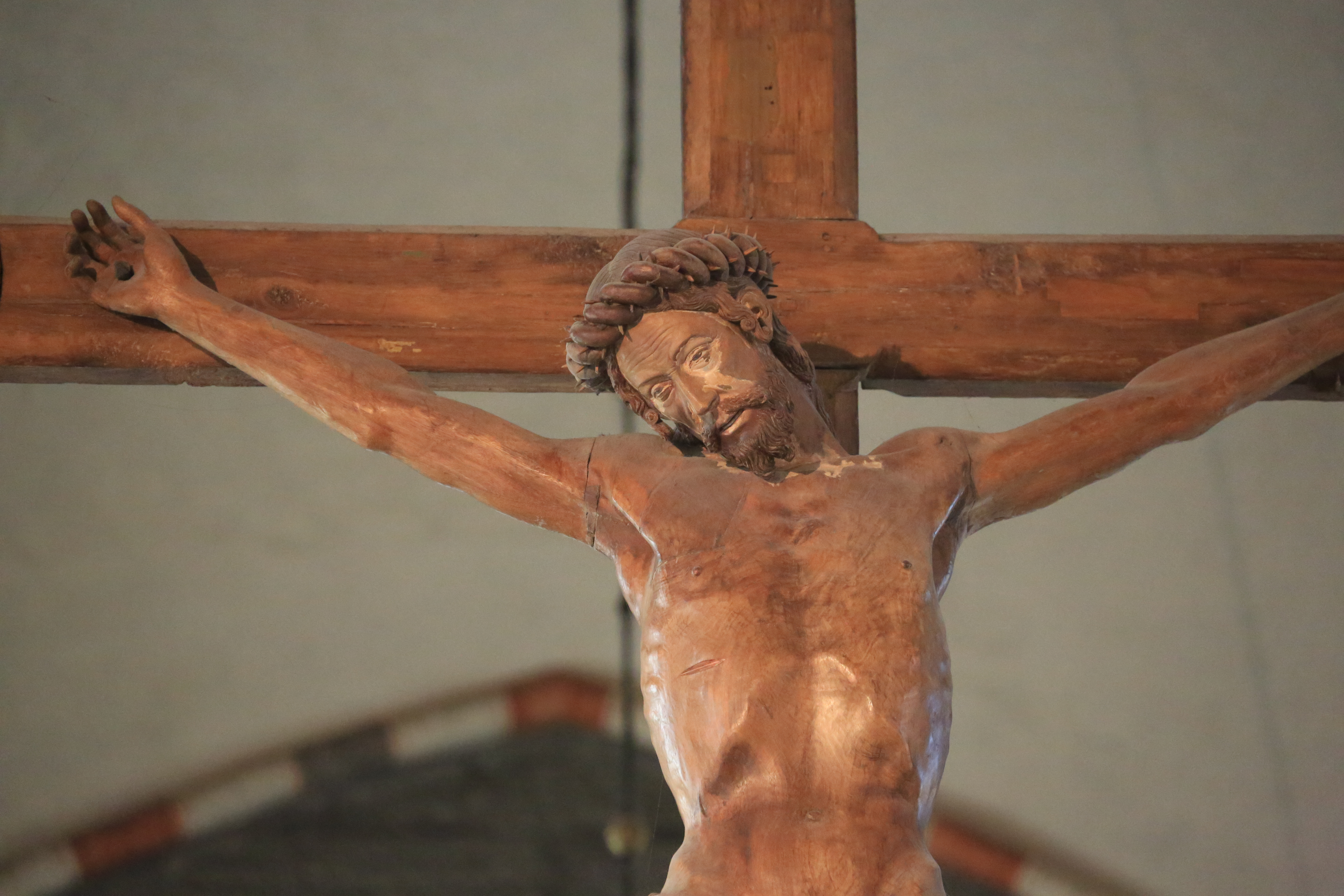
Triumfkrucifixet av Johannes Junge.
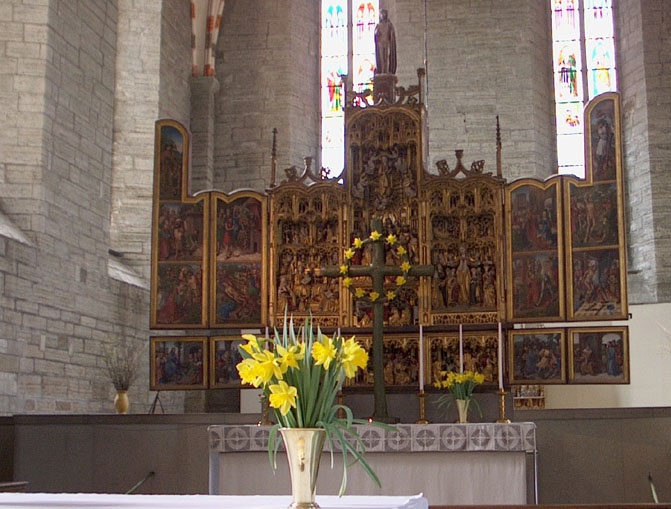
Altarskåpet

| Objekt                    | Material               | Bild                                          | Tid                          | Ursprung     | Upphovsman                               | Fotografi |
| ------------------------- | ---------------------- | --------------------------------------------- | ---------------------------- | ------------ | ---------------------------------------- | --------- |
| Gravmonument              |                        | Hertig Magnus Vasa                            | ca 1599                      |              | Hans Fleming                             |           |
| Gravmonument              |                        | Filippa av England, svensk drottning          |                              |              |                                          |           |
| Gravmonument              |                        | Drottning Katarina Gumsehuvud                 |                              |              |                                          |           |
| Gravmonument              |                        | Bo Jonsson (Grip)                             |                              |              |                                          |           |
| Altarskåp                 | ek                     |                                               | 1500-talets första fjärdedel | Bryssel      |                                          | Bilder    |
| Altarskåp                 | ek                     |                                               | 1400-talets tredje fjärdedel | Nordtyskland | Hans Hesse & Johannes Stenrat            | Bilder    |
| Altarskåp                 | ek                     |                                               | ca 1500                      | Nordtyskand  |                                          | Bilder    |
| Krucifix                  | ek                     | Krucifix                                      | 1400-talets sista fjärdedel  | Sverige      |                                          | Bilder    |
| Krucifix                  | ek (figur) furu (kors) | Krucifix                                      | 1300-talets andra hälft      | Östergötland |                                          | Bilder    |
| Krucifix                  | ek, valnöt             | Krucifix                                      | 1400-talets första hälft     | Nordtyskland | Johannes Junge (tillskriven)             | Bilder    |
| Träskulptur till krucifix | ek                     | Krucifix                                      | 1400-talets första hälft     | Östergötland |                                          | Bilder    |
| Träskulptur               | ek                     | Smärtoman m. ängel                            | 1400-talets första fjärdedel | Östergötland |                                          | Bilder    |
| Träskulptur               | ek                     | Ursula                                        | ca 1500                      | Nordtyskland |                                          | Bilder    |
| Träskulptur               | ek                     | Visitatio                                     | 1400-talets sista fjärdedel  | Nordtyskland |                                          | Bilder    |
| Träskulptur               | ek                     | Påve                                          | ca 1400                      | Nordtyskland |                                          | Bilder    |
| Träskulptur               | ek                     | Katarina av Alexandria                        | ca 1400                      | Nordtyskland |                                          | Bilder    |
| Träskulptur               | ek                     | Biskop                                        | 1400-talets första hälft     | Nordtyskland |                                          | Bilder    |
| Träskulptur               | ek                     | Andreas                                       | 1400-talets mitt             |              |                                          | Bilder    |
| Träskulptur               | ek                     | Anna själv tredje                             | 1400-talets första hälft     | Nordtyskland |                                          | Bilder    |
| Träskulptur               | ek                     | Johannes döparen                              | 1400-talets tredje fjärdedel | Nordtyskland |                                          | Bilder    |
| Träskulptur               | valnöt                 | Hieronymus                                    | 1400-talets andra hälft      | Flandern     |                                          | Bilder    |
| Träskulptur               | ek                     | Heliga Birgitta ("Den extatiska Birgitta")    | 1400-talets andra fjärdedel  | Nordtyskland | Johannes Junge (attribuering ifrågasatt) | Bilder    |
| Träskulptur               | ek                     | Jakob d.ä.                                    | 1400-talets tredje fjärdedel | Sverige      | Serverus Frater                          | Bilder    |
| Träskulptur               | ek                     | ljusbärande änglar                            | 1400-talets sista fjärdedel  | Östergötland |                                          | Bilder    |
| Träskulptur               | ek                     | Anna själv tredje                             | 1400-talets andra hälft      | Sverige      |                                          | Bilder    |
| Träskulptur               | lövträ                 | Heliga Birgitta ("Den porträttlika Birgitta") | ca 1400                      | -            |                                          | Bilder    |
| Träskulptur               | ek                     | Anna själv tredje                             | 1400-talets första fjärdedel | Nordtyskland | Johannes Junge (tillskriven)             | Bilder    |
| Träskulptur               | ek                     | Johannes döparen                              | 1400-talets första hälft     | Nordtyskland |                                          | Bilder    |
| Träskulptur               | valnöt                 | Madonna                                       | 1400-talets mitt             | Flandern     |                                          | Bilder    |
| Träskulptur               | ek                     | diakon                                        | 1400-talets första hälft     | Sverige      |                                          | Bilder    |
| Träskulptur               | ek                     | Madonna                                       | ca 1400                      | Nordtyskland |                                          | Bilder    |

## Omgivningen runt klosterkyrkan
Klosterkyrkan är centralt belägen i Vadstena. Framför kyrkan finns en av stadens kyrkogårdar. Kyrkan är omgiven av Vadstena kloster. I närheten finns Pilgrimscentrum, ett centrum för de pilgrimer som befinner sig i staden. I staden finns också Sankta Birgittas kloster Pax Mariae. Sancta Birgittas klostermuseum finns också i närheten av klosterkyrkan. Klosterkyrkan är således ett av Vadstenas landmärken, med sin tunna spira som tornar upp över staden. 

## Bildgalleri exteriör

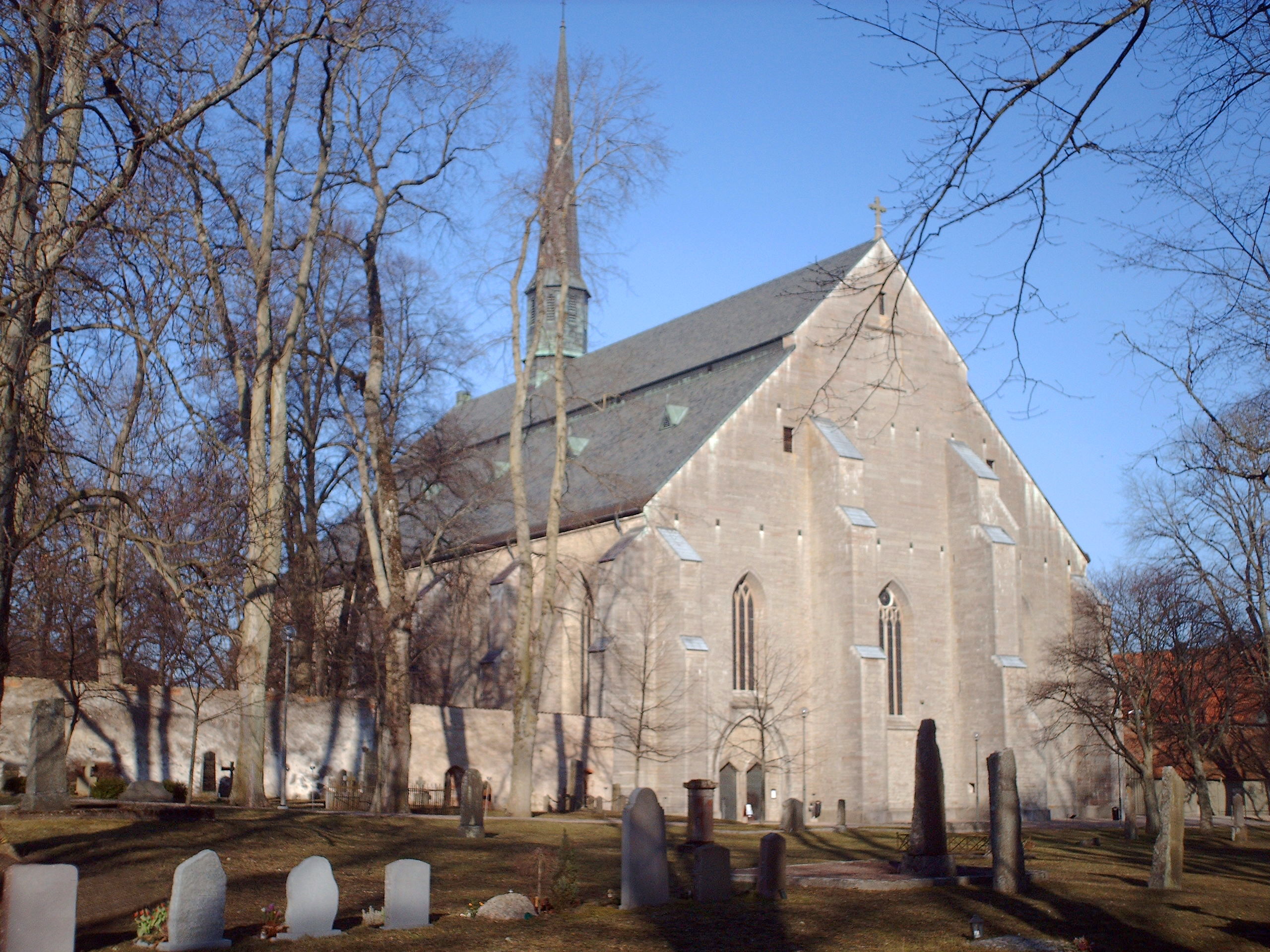
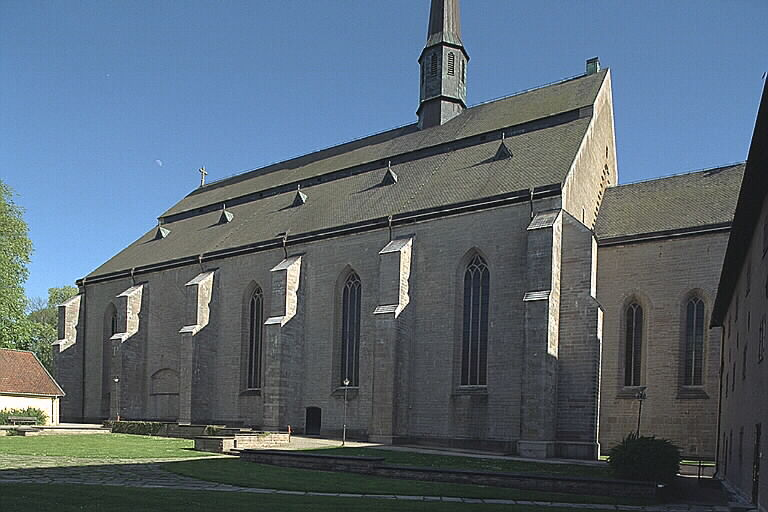
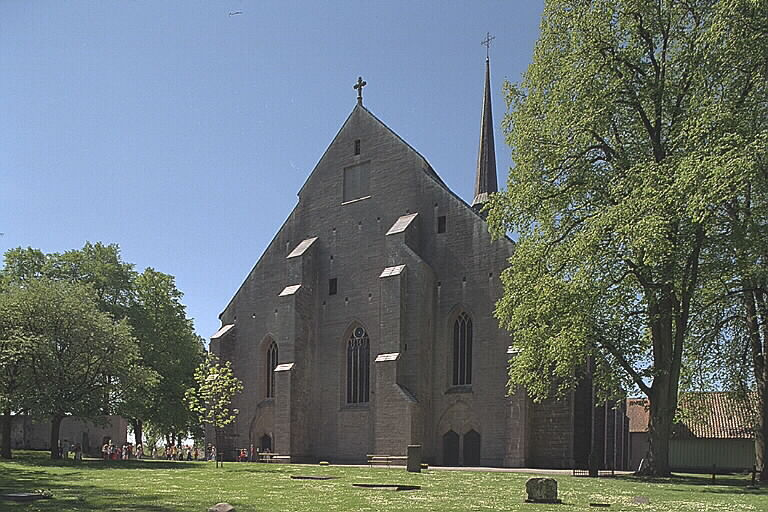
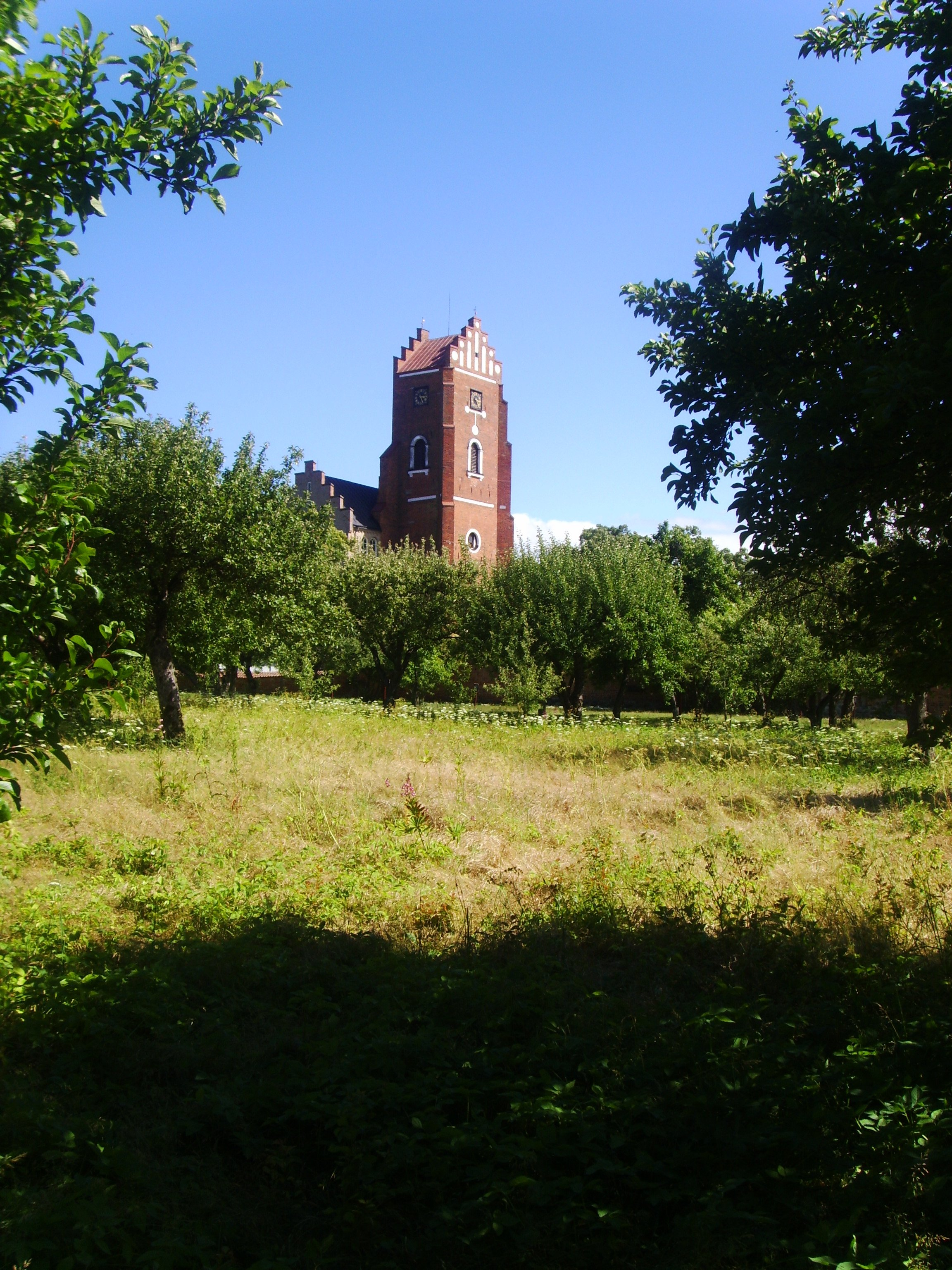
Rödtornet, klosterkyrkans klocktorn
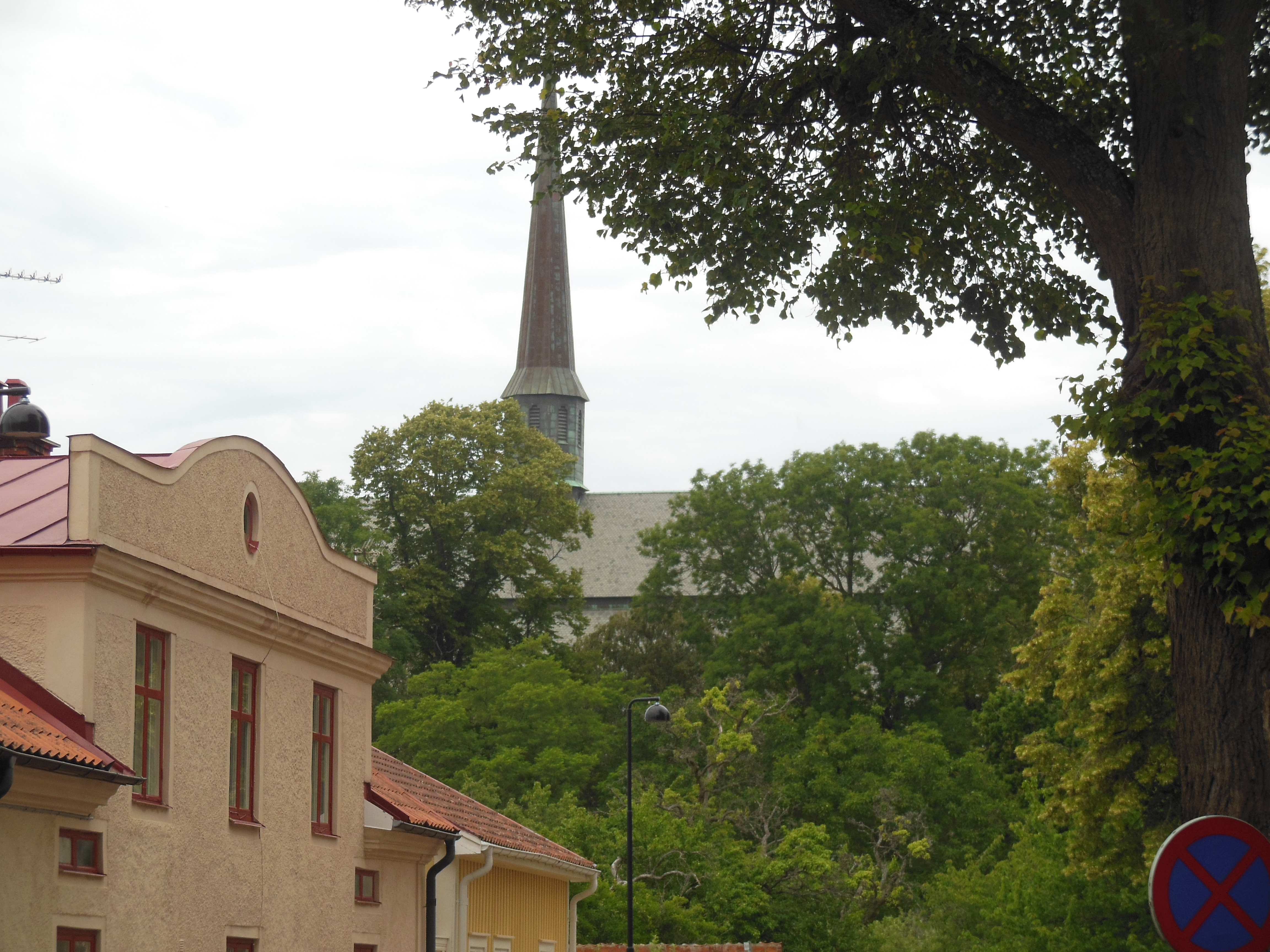

## Orglar

### Huvudorgel
- 1679 renoverades ett orgelverk av Göran Beijer. Han satte även dit 16 nya pipor. 1689 reparerades orgelverket av Jörgen Jacobsson Hÿm, Norrköping.[9]
- 1760: Orgelbyggare Jonas Wistenius, Linköping, byggde kyrkans första piporgel - ett 1-manualigt verk med tretton stämmor.
- 1833: Orgelbyggare Gustaf Andersson, Stockholm, byggde ett nytt orgelverk.
- 1882: Setterquist & Son Orgelbyggeri tillverkade en orgel med 24 stämmor fördelade på tre manualer och pedal, på en sockel i bakre, östra delen av kyrkan.
- 1897: Arkitekt Adrian Crispin Peterson ritade en orgelfasad i nygotisk stil.
- 1933: Setterquist & Son byggde om orgeln, som erhöll pneumatisk traktur och registratur.
- 1958: Mårtenssons orgelfabrik byggde om och till orgeln och avlägsnade samtidigt andra manualens svällarskåp.
- 1982: J. Künkels Orgelverkstad renoverade orgeln.
- 2010: Orgeln renoverades ånyo och återfick därmed sin romantiska klang.

#### Nuvarande disposition
| Manual I C-a³       | Manual II C-a³                   | Manual III C-a³     | Pedal C-f¹             |  |
| Principal 8'        | Gedackt 16’                      | Kvintadena 16'      | Principal 16'          |  |
| Dubbelflöjt 8'      | Basetthorn 8'                    | Violinprincipal 8'  | Subbas 16’             |  |
| Gedackt 8’          | Rörflöjt 8’                      | Flûte harmonique 8’ | Ekobas 16’ (transm.)   |  |
| Oktava 4'           | Kvintadena 8’ (1958)             | Salicional 8'       | Oktava 8’              |  |
| Flöjt 4'            | Principal 4' (1958)              | Voix Celéste 8’'    | Gedackt 8'             |  |
| Kvinta 2 2/3’       | Koppelflöjt 4’ (1958)            | Traversflöjt 4’     | Oktava 4’              |  |
| Oktava 2'           | Waldflöjt 2'                     | Fugara 4'           | Gedacktflöjt 4' (1958) |  |
| Cornett III         | Nasard 1 1/3’ (1958)             | Flautino 2’         | Nachthorn 2’ (1958)    |  |
| Mixtur IV-VI (1958) | Sivflöjt 1' (1958)               | Mixtur III          | Mixtur IV (1958)       |  |
| Cymbel III (1958)   | Sesquialtera II, 2 2/3’ + 1 3/5’ | Oboe 8’ (1958)      | Basun 16’              |  |
| Trumpet 8'          | Scharf IV-V                      | Crescendosvällare   | Skalmeja 4’ (1958)     |  |
|                     | Krumhorn 8’ (1958)               |                     |                        |  |
| Koppel              | Regal 4’ (1958)                  |                     | Koppel                 |  |
| II/I                | Tremulant                        |                     | I/P                    |  |
| III/I               |                                  |                     | II/P                   |  |
| 16'II/I             | Koppel                           | Koppel              | III/P                  |  |
| 4’I/I               | III/II                           | 16'III/III          | 4'II/P                 |  |
|                     |                                  |                     | Registersvällare       |  |

### Kororgel
- 2005: Firma Bergenblad & Jonsson levererar en ny kororgel. Den är placerad till höger nedanför koret. Formgivning: professor Ove Hidemark. Orgeln invigs vid en festhögmässa på tacksägelsedagen den 9 oktober 2005.

Disposition
| Manual C-f³            | Positiv C-f³  | Pedal C-d¹      | Koppel         |
| Quintadena 16'         | Gedackt 8'    | Subbas 16'      | Manual/pedal   |
| Principal 8'           | Principal 4'  | Dubbelflöjt 8'* | Positiv/pedal  |
| Dubbelflöjt 8'*        | Rörflöjt 4'   | Trumpet 8'*     | Positiv/manual |
| Viola di Gamba 8'      | Wallflöjt 2'  |                 |                |
| Octava 4'              | Vox humana 8’ |                 |                |
| Spetsflöjt 4’          | Tremulant     | *växelregister  | Cymbelstjärna  |
| Quinta 3’ (eg. 2 2/3’) |               |                 |                |
| Octava 2'              |               |                 |                |
| Mixtur IV chor         |               |                 |                |
| Trumpet 8'*            |               |                 |                |

### Diskografi
Inspelningar av musik framförd på kyrkans orglar.
- Ave maris stella : Jan H. Börjesson spelar på orgeln i Vadstena klosterkyrka. CD. Nosag Records CD 198. 2011.
- Pastoral / Beckman, Marie-Louise, orgel. CD. Svenska kyrkan VFCD 002. 2015.
- Rosa rorans bonitatem : Musik från Sankta Birgittas kloster i Vadstena / Birgittasystrarnas klosterkör ; Berg, Bengt, orgel. LP. Proprius PROP 7730. 1973.